# Pièces de monnaie en franc suisse
Vous lisez un « bon article » labellisé en 2010.
Pour un article plus général, voir Franc suisse.

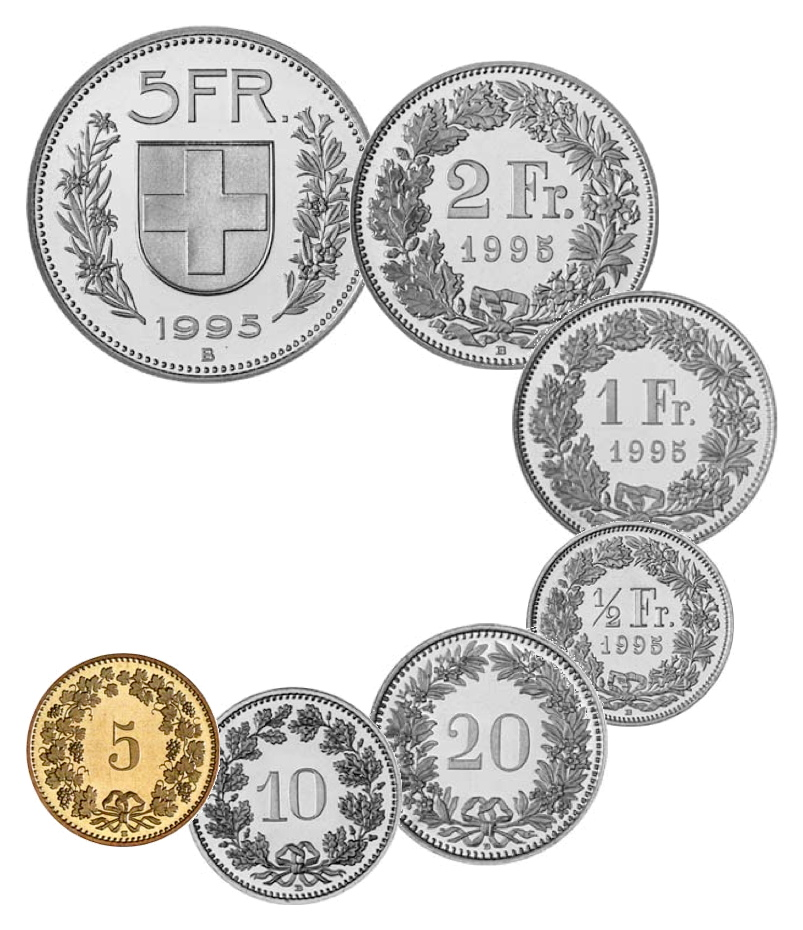
Pièces suisses actuellement en circulation.

Les pièces de monnaie de la Confédération suisse sont des pièces de monnaie en circulation et ayant cours légal en Suisse depuis 1850 et au Liechtenstein depuis 1924. Elles sont libellées en francs suisses et en centimes.
Du fait de la stabilité politique et monétaire de la Confédération suisse, les motifs des pièces du franc suisse n'ont pas subi de grandes transformations depuis son introduction, hormis des changements d'alliages dus aux pénuries induites par les deux Guerres mondiales, ainsi que l'augmentation du prix des métaux entrant dans leur composition.
Ces pièces ont la particularité d'être neutres du point de vue des quatre langues nationales suisses. Tous les textes sont en latin, l'abréviation Fr. représente « Franc » en français et en romanche, « Franken » en allemand et « Franco » en italien. L'indication des centimes, se disant « Rappen » en allemand, a été abandonnée. Le code ISO 4217 est CHF. CH est le code ISO désignant la Suisse, acronyme de « Confoederatio Helvetica » en latin. F pour franc est la première lettre de la devise dans toutes les langues.
Actuellement[Quand ?], toutes les pièces sont exclusivement fabriquées par Swissmint à Berne ; la fabrication des flans est en revanche externalisée depuis 1968. La quantité de pièces à frapper est décidée par le Département fédéral des finances d'entente avec la Banque nationale suisse.
Il existe aussi des billets de banque libellés en francs suisses.

## Historique

### Avant l'État fédéral

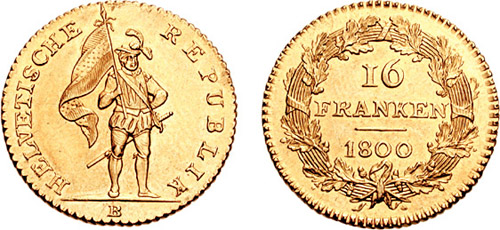
Pièce de 16 francs, république helvétique, 1800.

Avant la création de l'État fédéral en 1848, et à part durant la République helvétique (1798-1803), le droit de battre monnaie était aux mains des cantons, demi-cantons et certains évêchés. Les pièces étrangères représentaient plus de 80 % de la masse monétaire en circulation. Le nombre de différents types de monnaies utilisés sur le territoire suisse est estimé à 860, ce qui entraînait une grande complexité dans les échanges intercantonaux et internationaux.

### Premières années du franc suisse

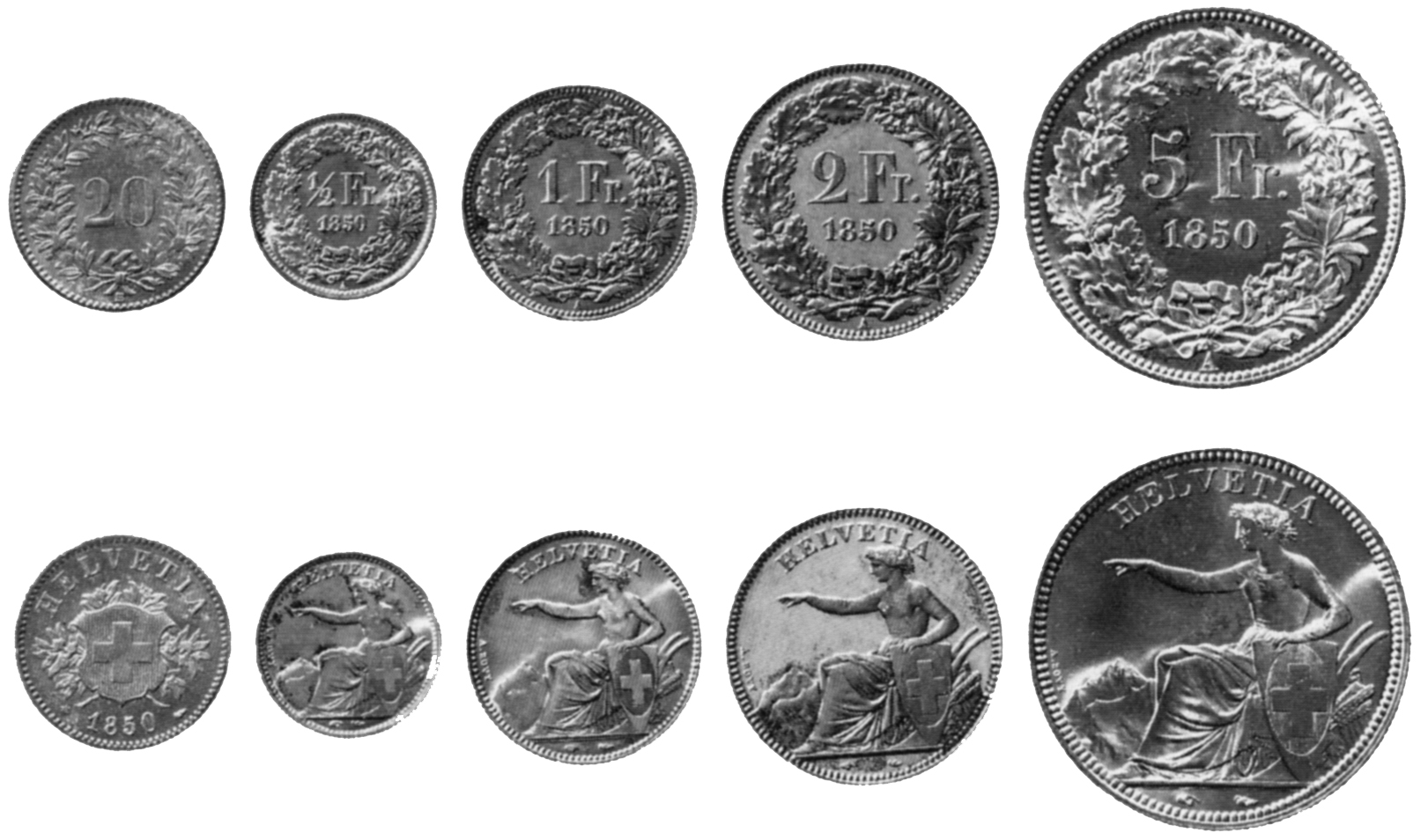
Première série de pièces de la Confédération suisse.

La naissance du franc suisse peut être fixée au 7 mai 1850, date de la loi fédérale établissant les détails de sa frappe. Pour des raisons pratiques et après maintes discussions, celui-ci fut créé à parité avec le franc français (franc germinal). Le taux de change officiel avec les pièces cantonales du concordat était d'un nouveau franc suisse pour 7 batz anciens.
Les premières monnaies furent frappées à Paris, Bruxelles et Strasbourg, le temps que l'ancien atelier monétaire cantonal bernois, devenu le seul atelier monétaire suisse, puisse commencer son travail.
Les premières frappes de 1850 et 1851 ne suffirent pas à couvrir les besoins monétaires courants et le Conseil fédéral dut se résoudre en 1852 à autoriser la circulation sur le territoire suisse des pièces de monnaie françaises, belges et des États italiens. Les premières pièces produites par l'atelier de Berne en sortent en 1857.
Entre 1856 et 1864, la valeur relative de l'argent par rapport à l'or ayant substantiellement augmenté à la suite de la découverte de nouveaux gisements d'or, la Suisse frappa ses pièces d'un et deux francs dans un alliage d'argent qui passa de 900 ‰ à 800 ‰, et n'émit pas de pièces de ½ franc.
La parité avec le franc français permettait logiquement à la Suisse de rejoindre l'Union monétaire latine en 1865, ce qui autorisa l'utilisation comme moyen de paiement légal des pièces d'or et d'argent de Suisse, de France, d'Italie, de Belgique et de Grèce dès 1868, indifféremment dans tous ces pays. La frappe de monnaie dans l'union était limitée à six francs par habitant. Le taux d'argent fut harmonisé dans ces pays à 835 ‰, sauf les pièces de cinq francs qui restèrent à 900 ‰. Les pièces en d'autres métaux que l'or et l'argent n'étaient pas concernées.

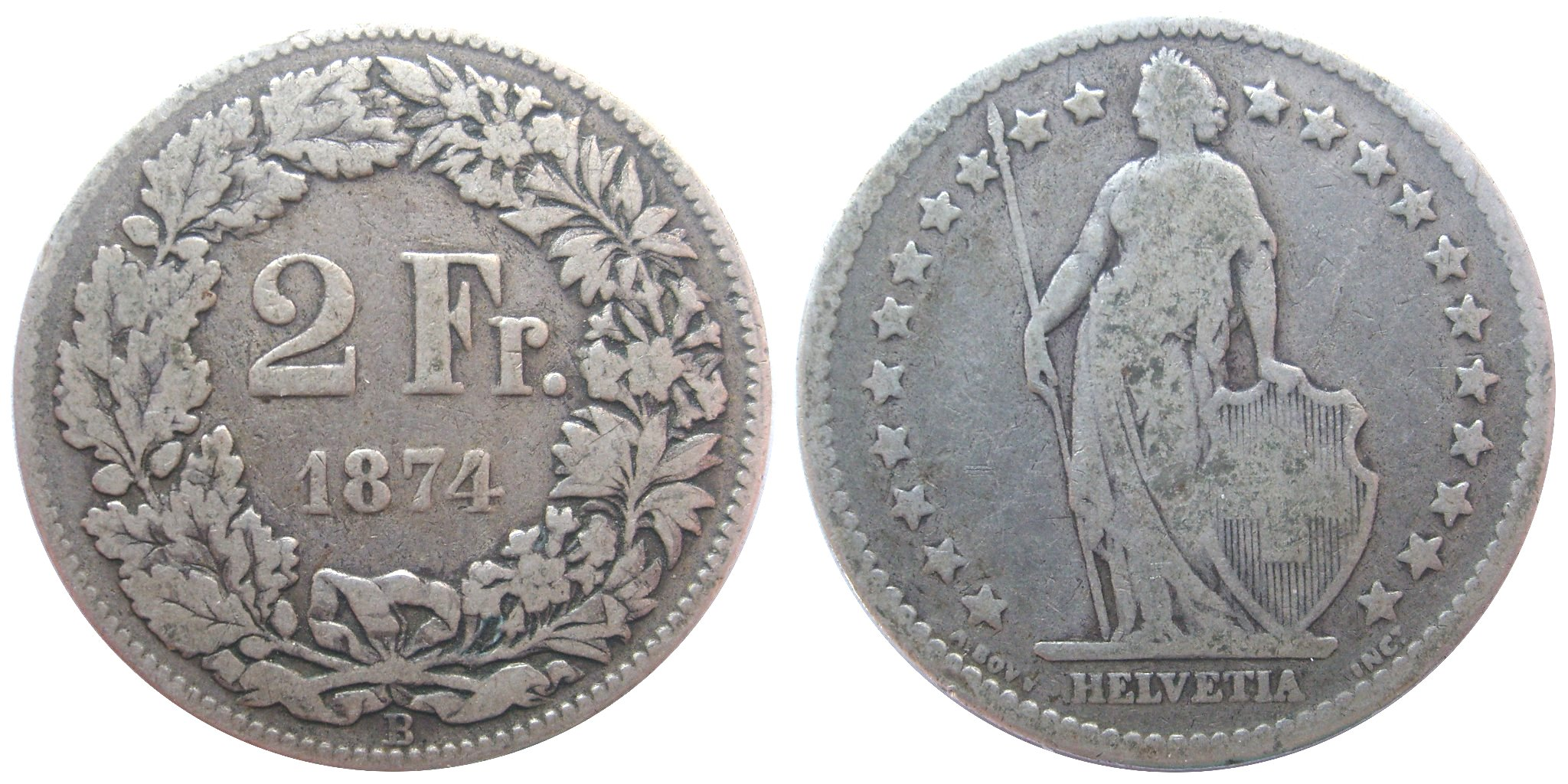
La pièce de deux francs de 1874 est la pièce suisse la plus ancienne dont le type est toujours frappé et qui pourrait donc circuler encore officieusement.

Aucune pièce suisse en argent ne fut produite entre 1863 et 1873, la quantité des autres pièces en argent, étrangères pour la plupart, suffisaient alors à l'usage courant. Cela changea avec la guerre franco-prussienne de 1870 qui provoqua de graves pénuries de numéraire. La production de pièces suisses selon les normes de l'union ne démarra donc qu'en 1874. Durant cette période de transition, les dollars américains, les souverains anglais et les guldens autrichiens furent acceptés comme moyen de payement durant quelque temps.
Les valeurs intrinsèques des pièces en or étaient très proches de leurs valeurs nominales et revenaient donc cher à frapper. La Suisse profita de cet état de fait en ne mettant sur le marché que des pièces en argent, tout en profitant des pièces étrangères en or. Ce n'est qu'en 1883, sur injonction de la France, que les premières pièces en or furent frappées en Suisse.
Les pièces produites en 1896, à part celles de vingt centimes et vingt francs, ne l'ont été qu'à quelques dizaines d'exemplaires à l'occasion de l'exposition nationale suisse à Genève en 1896 et n'ont jamais été mises en circulation. Ces pièces sont extrêmement rares.
La Première Guerre mondiale provoque la fin graduelle de l'union monétaire latine et dès le 1er janvier 1927, seul le franc suisse est autorisé dans les paiements en Suisse.

### Évolution des pièces de monnaie de la Confédération suisse

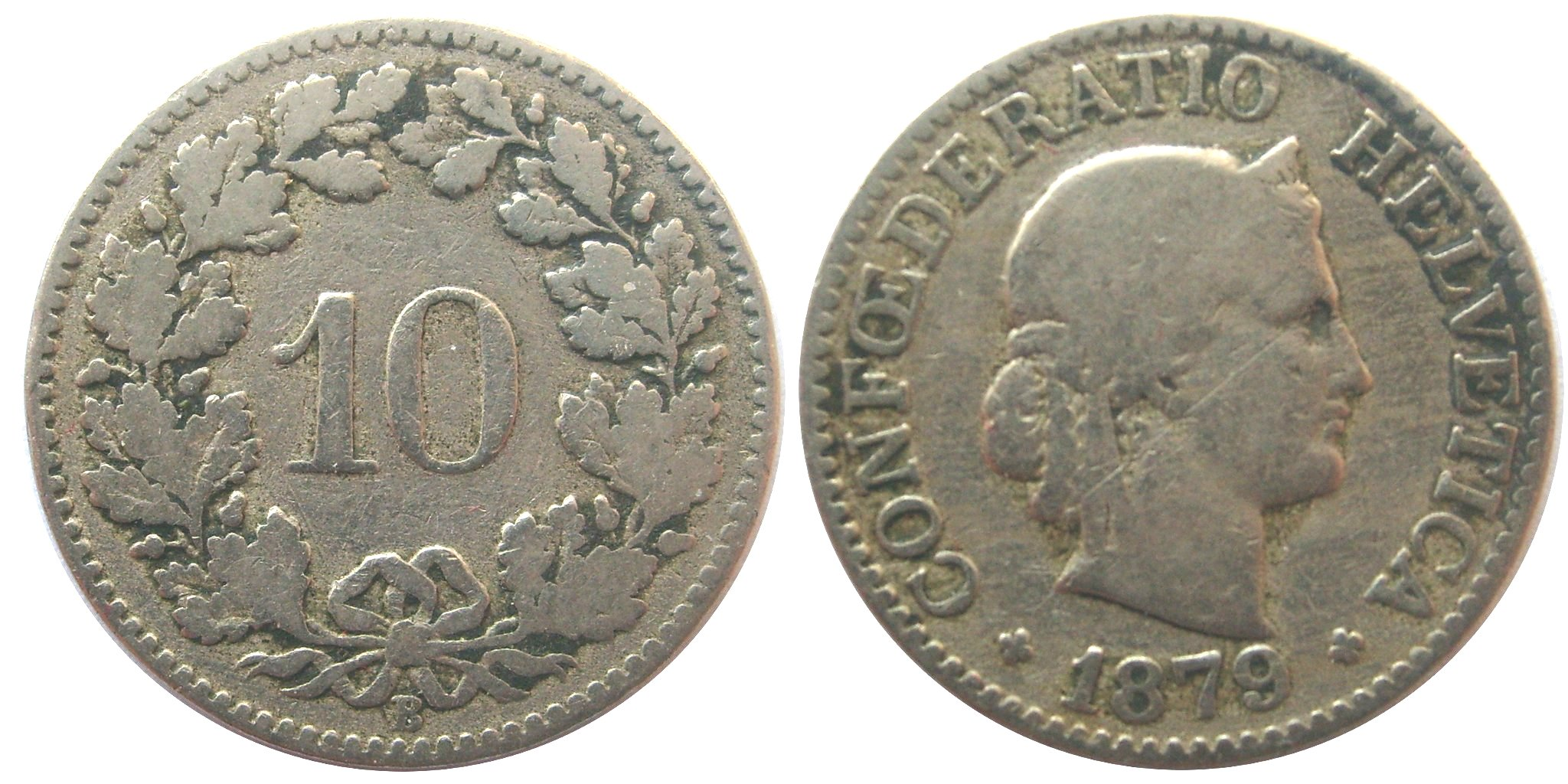
La pièce de dix centimes de 1879 est la pièce suisse la plus ancienne officiellement en circulation.

Les pièces de monnaie suisses se caractérisent d'abord par leur longévité. Préservée des ravages provoqués par les conflits, la Confédération suisse n'a pas connu de bouleversements politiques majeurs depuis l’introduction de la monnaie nationale.
À l'exception de la pièce de cinq francs dont le design actuel date de 1922, tous les revers des pièces actuellement en circulation datent de l'introduction du franc suisse en 1850, et l'avers (côté « face ») a été modifié pour la dernière fois, selon les pièces, entre 1874 et 1881.
Les deux guerres mondiales ont provoqué des pénuries de métaux stratégiques, ce qui a amené l'abandon temporaire de certains alliages. Ainsi, en 1918 et en 1919, l'alliage des pièces de cinq et dix centimes a dû être remplacé par du laiton, et entre 1942 et 1946, les pièces de un et deux centimes ont dû être frappées en zinc.
Les pièces en or furent de facto mises hors cours le 26 septembre 1936, date de la dévaluation du franc suisse. La valeur métal étant plus élevée que la valeur faciale, ces pièces furent rapidement thésaurisées.
L'inflation et l'augmentation du cours des métaux eurent également un effet sur les alliages. Les pièces de un et deux centimes furent démonétisées respectivement en 2007 et 1978, leur utilisation dans les paiements courants étant devenue marginale. Les pièces en argent commencèrent à disparaître de la circulation dès 1967, du fait de la forte augmentation du prix de ce métal : il devenait plus profitable de fondre ces pièces pour en revendre le métal. Dès 1968, elles furent frappées en cupronickel, mais des pièces de cinq francs en argent ont toutefois été produites en 1969.

## Pièces en circulation
Au XXIe siècle, la monnaie suisse de circulation courante se compose de sept pièces. La pièce de ½ franc est, pour des raisons historiques, plus petite que la pièce de vingt centimes.
| \| 5 francs \| | \| 5 francs \|                                                                                | \| 5 francs \|                                                                                                   | \| 5 francs \|                                                                                                   | \| 5 francs \| |
| --- | --------------------------------------------------------------------------------------------- | --- | --- | -------------- |
| Pièce de cinq francs de 1995 |                                                                                               | | |                |
| Avers : berger, avec l'inscription « CONFOEDERATIO HELVETICA », Confédération suisse en latin | Avers : berger, avec l'inscription « CONFOEDERATIO HELVETICA », Confédération suisse en latin | Revers : valeur sur un bouclier suisse avec des edelweiss et diverses fleurs des Alpes, et millésime en dessous  | Revers : valeur sur un bouclier suisse avec des edelweiss et diverses fleurs des Alpes, et millésime en dessous  |                |
| Masse 13,2 g | Alliage Cupronickel (Cu 75 % – Ni 25 %)                                                       | Diamètre 31,45 mm                                                                                                | Épaisseur 2,35 mm                                                                                                |                |
| Artiste(s) Paul Burkhard | Artiste(s) Paul Burkhard                                                                      | Tranche « DOMINUS PROVIDEBIT » (Le Seigneur y pourvoira en latin) avec 13 étoiles en relief                      | Tranche « DOMINUS PROVIDEBIT » (Le Seigneur y pourvoira en latin) avec 13 étoiles en relief                      |                |
| Millésimes 1968, 1970 – 1984 ; 1994 – Aujourd'hui | Millésimes 1968, 1970 – 1984 ; 1994 – Aujourd'hui                                             | Synonymes appelée parfois « cent sous », « une tune » ou une thune ou "schnegg" (escargot) en Suisse alémanique. | Synonymes appelée parfois « cent sous », « une tune » ou une thune ou "schnegg" (escargot) en Suisse alémanique. |                |
| |                                                                                               | | |                |
| Remarques – La personne représentée est un berger, et non pas Guillaume Tell,. Les pièces frappées de 1985 à 1993, avec la tranche en creux sont hors cours. À partir de 1982, les deux faces sont frappées dans le même sens. |                                                                                               | | |                |
| 5 francs |                                                                                               | | |                |

| \| 2 francs \| | \| 2 francs \|                                                                                              | \| 2 francs \| | \| 2 francs \| | \| 2 francs \| |
| --- | --- | --- | --- | -------------- |
| Pièce de deux francs de 1995 | | | |                |
| Avers : personnification d'Helvetia debout tenant une lance et un bouclier, légende « HELVETIA » en dessous                                                                          | Avers : personnification d'Helvetia debout tenant une lance et un bouclier, légende « HELVETIA » en dessous | Revers : valeur et millésime dans couronne de fleur de chêne sur la gauche et diverses fleurs des Alpes sur la droite | Revers : valeur et millésime dans couronne de fleur de chêne sur la gauche et diverses fleurs des Alpes sur la droite |                |
| Masse 8,8 g | Alliage Cupronickel (Cu 75 % – Ni 25 %)                                                                     | Diamètre 27,4 mm | Épaisseur 2,15 mm |                |
| Artiste(s) A. Walch, Antoine Bovy | Artiste(s) A. Walch, Antoine Bovy                                                                           | Tranche Cannelée | Tranche Cannelée |                |
| Millésimes 1968 – Aujourd'hui | Millésimes 1968 – Aujourd'hui                                                                               | Synonyme l'expression « deux francs » peut être surnommée « deux balles » et aussi "quarante sous".                   | Synonyme l'expression « deux francs » peut être surnommée « deux balles » et aussi "quarante sous".                   |                |
| | | | |                |
| Remarques – À partir de 1982, les deux faces sont frappées dans le même sens. Il y a 23 étoiles à la place de 22 dans l'avers dès 1983, à la suite de la création du canton du Jura. | | | |                |
| 2 francs | | | |                |

| \| 1 franc \| | \| 1 franc \|                                                                                               | \| 1 franc \| | \| 1 franc \| | \| 1 franc \| |
| --- | --- | --- | --- | ------------- |
| Pièce d'un franc de 1995 | | | |               |
| Avers : personnification d'Helvetia debout tenant une lance et un bouclier, légende « HELVETIA » en dessous                                                                          | Avers : personnification d'Helvetia debout tenant une lance et un bouclier, légende « HELVETIA » en dessous | Revers : valeur et millésime dans couronne de fleur de chêne sur la gauche et diverses fleurs des Alpes sur la droite | Revers : valeur et millésime dans couronne de fleur de chêne sur la gauche et diverses fleurs des Alpes sur la droite |               |
| Masse 4,4 g | Alliage Cupronickel (Cu 75 % – Ni 25 %)                                                                     | Diamètre 23,2 mm | Épaisseur 1,55 mm |               |
| Artiste(s) A. Walch, Antoine Bovy | Artiste(s) A. Walch, Antoine Bovy                                                                           | Tranche Cannelée | Tranche Cannelée |               |
| Millésimes 1968 – Aujourd'hui | Millésimes 1968 – Aujourd'hui                                                                               | Synonyme le terme « franc » peut être surnommé « un balle »                                                           | Synonyme le terme « franc » peut être surnommé « un balle »                                                           |               |
| | | | |               |
| Remarques – À partir de 1982, les deux faces sont frappées dans le même sens. Il y a 23 étoiles à la place de 22 dans l'avers dès 1983, à la suite de la création du canton du Jura. | | | |               |
| 1 franc | | | |               |

| \| ½ franc \| | \| ½ franc \|                                                                                               | \| ½ franc \| | \| ½ franc \| | \| ½ franc \| |
| --- | --- | --- | --- | ------------- |
| Pièce de ½ franc de 1995 | | | |               |
| Avers : personnification d'Helvetia debout tenant une lance et un bouclier, légende « HELVETIA » en dessous                                                                          | Avers : personnification d'Helvetia debout tenant une lance et un bouclier, légende « HELVETIA » en dessous | Revers : valeur et millésime dans couronne de fleur de chêne sur la gauche et diverses fleurs des Alpes sur la droite | Revers : valeur et millésime dans couronne de fleur de chêne sur la gauche et diverses fleurs des Alpes sur la droite |               |
| Masse 2,2 g | Alliage Cupronickel (Cu 75 % – Ni 25 %)                                                                     | Diamètre 18,2 mm | Épaisseur 1,25 mm |               |
| Artiste(s) A. Walch, Antoine Bovy | Artiste(s) A. Walch, Antoine Bovy                                                                           | Tranche Cannelée | Tranche Cannelée |               |
| Millésimes 1968 – Aujourd'hui | Millésimes 1968 – Aujourd'hui                                                                               | Synonyme appelée « 50 centimes » parfois 10 sous.                                                                     | Synonyme appelée « 50 centimes » parfois 10 sous.                                                                     |               |
| | | | |               |
| Remarques – À partir de 1982, les deux faces sont frappées dans le même sens. Il y a 23 étoiles à la place de 22 dans l'avers dès 1983, à la suite de la création du canton du Jura. | | | |               |
| ½ franc | | | |               |

| \| 20 centimes \| | \| 20 centimes \| | \| 20 centimes \|                                     | \| 20 centimes \|                                     | \| 20 centimes \| |
| --- | --- | ----------------------------------------------------- | ----------------------------------------------------- | ----------------- |
| Pièce de vingt centimes de 1995 | |                                                       |                                                       |                   |
| Avers : Buste allégorique de la liberté (Libertas) vue de profil portant un diadème avec l'inscription « Libertas » (liberté), légende « CONFŒDERATIO HELVETICA »,. | Avers : Buste allégorique de la liberté (Libertas) vue de profil portant un diadème avec l'inscription « Libertas » (liberté), légende « CONFŒDERATIO HELVETICA »,. | Revers : valeur dans une couronne de fleurs des Alpes | Revers : valeur dans une couronne de fleurs des Alpes |                   |
| Masse 4 g | Alliage Cupronickel (Cu 75 % – Ni 25 %) | Diamètre 21,05 mm                                     | Épaisseur 1,65 mm                                     |                   |
| Artiste(s) Karl Schwenzer, Karl Friedrich Voigt (revers) | Artiste(s) Karl Schwenzer, Karl Friedrich Voigt (revers) | Tranche Lisse                                         | Tranche Lisse                                         |                   |
| Millésimes 1939 – Aujourd'hui | Millésimes 1939 – Aujourd'hui | Synonyme parfois appelée « quatre sous »              | Synonyme parfois appelée « quatre sous »              |                   |
| 20 centimes | |                                                       |                                                       |                   |

| \| 10 centimes \| | \| 10 centimes \| | \| 10 centimes \|                                       | \| 10 centimes \|                                       | \| 10 centimes \| |
| --- | --- | ------------------------------------------------------- | ------------------------------------------------------- | ----------------- |
| Pièce de dix centimes de 1995 | |                                                         |                                                         |                   |
| Avers : buste allégorique de la liberté (Libertas) vue de profil portant un diadème avec l'inscription « Libertas » (liberté), légende « CONFŒDERATIO HELVETICA »,                                                      | Avers : buste allégorique de la liberté (Libertas) vue de profil portant un diadème avec l'inscription « Libertas » (liberté), légende « CONFŒDERATIO HELVETICA », | Revers : valeur dans une couronne de feuilles de chêne  | Revers : valeur dans une couronne de feuilles de chêne  |                   |
| Masse 3 g | Alliage Cupronickel (Cu 75 % – Ni 25 %) | Diamètre 19,15 mm                                       | Épaisseur 1,45 mm                                       |                   |
| Artiste(s) Karl Schwenzer, Karl Friedrich Voigt (revers) | Artiste(s) Karl Schwenzer, Karl Friedrich Voigt (revers) | Tranche Lisse                                           | Tranche Lisse                                           |                   |
| Millésimes 1879 – 1915, 1919 – 1931, 1940 – Aujourd'hui | Millésimes 1879 – 1915, 1919 – 1931, 1940 – Aujourd'hui | Synonyme parfois appelée « batz » en Suisse alémanique. | Synonyme parfois appelée « batz » en Suisse alémanique. |                   |
| | |                                                         |                                                         |                   |
| Remarques – Même alliage depuis 1879, sauf entre 1932 et 1939 (nickel pur) et 1918 – partiellement 1919 (laiton). Cette pièce est la plus ancienne au monde encore en circulation d'après le Livre Guinness des records | |                                                         |                                                         |                   |
| 10 centimes | |                                                         |                                                         |                   |

| \| 5 centimes \| | \| 5 centimes \| | \| 5 centimes \|                                                     | \| 5 centimes \|                                                     | \| 5 centimes \| |
| --- | --- | -------------------------------------------------------------------- | -------------------------------------------------------------------- | ---------------- |
| Pièce de cinq centimes de 1995 | |                                                                      |                                                                      |                  |
| Avers : buste allégorique de la liberté (Libertas) vue de profil portant un diadème avec l'inscription « Libertas » (liberté), légende « CONFŒDERATIO HELVETICA »,                                 | Avers : buste allégorique de la liberté (Libertas) vue de profil portant un diadème avec l'inscription « Libertas » (liberté), légende « CONFŒDERATIO HELVETICA », | Revers : valeur dans une couronne de feuilles de vigne et de raisins | Revers : valeur dans une couronne de feuilles de vigne et de raisins |                  |
| Masse 1,8 g | Alliage Bronze d'aluminium (Cu 92 % – Al 6 % – Ni 2 %) | Diamètre 17,15 mm                                                    | Épaisseur 1,25 mm                                                    |                  |
| Artiste(s) Karl Schwenzer, Karl Friedrich Voigt (revers) | Artiste(s) Karl Schwenzer, Karl Friedrich Voigt (revers) | Tranche Lisse                                                        | Tranche Lisse                                                        |                  |
| Millésimes 1981 – Aujourd'hui | Millésimes 1981 – Aujourd'hui | Synonyme « un sou »                                                  | Synonyme « un sou »                                                  |                  |
| | |                                                                      |                                                                      |                  |
| Remarques – C'est la seule pièce de couleur or actuellement. Le coût de production des pièces de cinq centimes dépasse la valeur nominale de la pièce, et revenait à 6 centimes par pièce en 2005. | |                                                                      |                                                                      |                  |
| 5 centimes | |                                                                      |                                                                      |                  |

## Pièces retirées de la circulation

### Pièces en or
Les pièces en or ont des valeurs faciales de 10, 20 ou 100 francs.
Les pièces de vingt francs à partir de 1897 sont souvent surnommées « Vreneli ». En principe, ce terme est réservé à cette dernière. La pièce de 10 francs est dénommée « Demi-Vreneli ». Les pièces de vingt francs, suisses et étrangères, sont également surnommées « Marenghi » (au singulier, « Marengo ») dans les régions italophones, en référence à la légende sur les premières pièces italiennes de ce type, et qui était « L’ITALIE DÉLIVRÉE À MARENGO ».
| \| 100 francs \|                                              | \| 100 francs \|                   | \| 100 francs \| | \| 100 francs \| | \| 100 francs \| |
| ------------------------------------------------------------- | ---------------------------------- | --- | --- | ---------------- |
| Pièce de 100 francs de 1925                                   |                                    | | |                  |
| Avers : Vreneli                                               | Avers : Vreneli                    | Revers : croix suisse rayonnante au-dessus d'une branche de rhododendrons et de gentianes, valeur faciale, date, B (atelier Berne) | Revers : croix suisse rayonnante au-dessus d'une branche de rhododendrons et de gentianes, valeur faciale, date, B (atelier Berne) |                  |
| Masse 32,258 g                                                | Alliage Au 900 (Au 90 % – Cu 10 %) | Diamètre 35 mm | Épaisseur 2,2 mm |                  |
| Artiste(s) Fritz Landry                                       | Artiste(s) Fritz Landry            | Tranche « DOMINUS PROVIDEBIT » (Le Seigneur y pourvoira en latin) avec 13 étoiles en relief.                                       | Tranche « DOMINUS PROVIDEBIT » (Le Seigneur y pourvoira en latin) avec 13 étoiles en relief.                                       |                  |
| Millésimes 1925                                               | Millésimes 1925                    | Masse d'or fin 29,032 2 g | Masse d'or fin 29,032 2 g |                  |
|                                                               |                                    | | |                  |
| Remarques – seulement 5 000 pièces ont été frappées, en 1925. |                                    | | |                  |
| 100 francs                                                    |                                    | | |                  |

| \| 20 francs, type Helvetia \| | \| 20 francs, type Helvetia \|                                       | \| 20 francs, type Helvetia \| | \| 20 francs, type Helvetia \| | \| 20 francs, type Helvetia \| |
| --- | -------------------------------------------------------------------- | --- | --- | ------------------------------ |
| Pièce de 20 francs de 1883 |                                                                      | | |                                |
| Avers : personnification de Libertas, légende CONFŒDERATIO HELVETICA | Avers : personnification de Libertas, légende CONFŒDERATIO HELVETICA | Revers : écusson suisse (de gueules à la croix alésée d'argent) entouré d'une couronne de feuilles avec la valeur faciale de part et d'autre, date, B (atelier Berne) | Revers : écusson suisse (de gueules à la croix alésée d'argent) entouré d'une couronne de feuilles avec la valeur faciale de part et d'autre, date, B (atelier Berne) |                                |
| Masse 6,452 g | Alliage Au 900 (Au 90 % – Cu 10 %)                                   | Diamètre 21 mm | Épaisseur 1,25 mm |                                |
| Artiste(s) Albert Walch, Christian Bühler et Karl Schwenzer | Artiste(s) Albert Walch, Christian Bühler et Karl Schwenzer          | Tranche « DOMINUS PROVIDEBIT » (Le Seigneur y pourvoira en latin) avec 13 étoiles en relief.                                                                          | Tranche « DOMINUS PROVIDEBIT » (Le Seigneur y pourvoira en latin) avec 13 étoiles en relief.                                                                          |                                |
| Millésimes 1883 – 1896 | Millésimes 1883 – 1896                                               | Masse d'or fin 5,806 8 g | Masse d'or fin 5,806 8 g |                                |
| |                                                                      | | |                                |
| Remarques – 1883 tranche cannelée. 1883 et 1886 sans B (atelier). 25 pièces de 1893 et 19 pièces de 1895 ont été frappées en or venant de la mine de Gondo. Ces frappes se différencient des frappes régulières par une couleur plus claire et un poinçon au milieu de l'écusson suisse. Swissmint nomme aussi ce type « tête de Libertas », mais la dénomination courante est effectivement « Type Helvetia », bien que la personnification représentée soit la liberté. |                                                                      | | |                                |
| 20 francs, type Helvetia |                                                                      | | |                                |

| \| 20 francs, type Vreneli \| | \| 20 francs, type Vreneli \|      | \| 20 francs, type Vreneli \| | \| 20 francs, type Vreneli \| | \| 20 francs, type Vreneli \| |
| --- | ---------------------------------- | --- | --- | ----------------------------- |
| Pièce de 20 francs de 1897 |                                    | | |                               |
| Avers : Vreneli | Avers : Vreneli                    | Revers : armoiries suisses (de gueules à la croix alésée d'argent) sur une branche de chêne avec la valeur faciale de part et d'autre, date suivie d'un B (atelier Berne) | Revers : armoiries suisses (de gueules à la croix alésée d'argent) sur une branche de chêne avec la valeur faciale de part et d'autre, date suivie d'un B (atelier Berne) |                               |
| Masse 6,452 g | Alliage Au 900 (Au 90 % – Cu 10 %) | Diamètre 21 mm | Épaisseur 1,25 mm |                               |
| Artiste(s) Fritz Landry | Artiste(s) Fritz Landry            | Tranche 22 étoiles | Tranche 22 étoiles |                               |
| Millésimes 1897 – 1949 | Millésimes 1897 – 1949             | Masse d'or fin 5,806 8 g | Masse d'or fin 5,806 8 g |                               |
| |                                    | | |                               |
| Remarques – Afin de réduire ses stocks d'or et pour couvrir la demande en pièces d'or, la BNS fit effectuer des refrappes de ces pièces, en introduisant toutefois des éléments permettant de les différencier des frappes originales. Une première série portant le millésime L1935, L signifiant « Lingot », eut lieu entre 1945 et 1947. Une deuxième série de refrappes fut effectuée avec les millésimes 1947 et 1949 et l'inscription sur la tranche « AD LEGEM ANNI MCMXXXI » (selon la loi de 1931 en latin) et 6 étoiles. Jusqu'au début 1947, ces pièces furent frappées exclusivement avec de l'or venant des réserves de la BNS en sa possession avant le début de la Seconde Guerre mondiale. |                                    | | |                               |
| 20 francs, type Vreneli |                                    | | |                               |

| \| 10 francs \|            | \| 10 francs \|                    | \| 10 francs \| | \| 10 francs \| | \| 10 francs \| |
| -------------------------- | ---------------------------------- | --- | --- | --------------- |
| Pièce de 10 francs de 1911 |                                    | | |                 |
| Avers : Vreneli            | Avers : Vreneli                    | Revers : croix suisse rayonnante au-dessus d'une branche de rhododendrons et de gentianes, valeur faciale, date, B (atelier Berne) | Revers : croix suisse rayonnante au-dessus d'une branche de rhododendrons et de gentianes, valeur faciale, date, B (atelier Berne) |                 |
| Masse 3,226 g              | Alliage Au 900 (Au 90 % – Cu 10 %) | Diamètre 19 mm | Épaisseur 0,9 mm |                 |
| Artiste(s) Fritz Landry    | Artiste(s) Fritz Landry            | Tranche cannelée | Tranche cannelée |                 |
| Millésimes 1911 – 1922     | Millésimes 1911 – 1922             | Masse d'or fin 2,903 4 g | Masse d'or fin 2,903 4 g |                 |
| 10 francs                  |                                    | | |                 |

### Pièces en argent
| \| 5 francs argent, type Helvetia assise \|                                                  | \| 5 francs argent, type Helvetia assise \|                                   | \| 5 francs argent, type Helvetia assise \|                                                                            | \| 5 francs argent, type Helvetia assise \|                                                                            | \| 5 francs argent, type Helvetia assise \| |
| -------------------------------------------------------------------------------------------- | ----------------------------------------------------------------------------- | --- | --- | ------------------------------------------- |
| Pièce de cinq francs de 1874, type Helvetia assise                                           |                                                                               | | |                                             |
| Avers : personnification d'Helvetia assise tendant un bras, légende HELVETIA.                | Avers : personnification d'Helvetia assise tendant un bras, légende HELVETIA. | Revers : valeur et millésime dans couronne de fleur de chêne sur la gauche et diverses fleurs des Alpes sur la droite. | Revers : valeur et millésime dans couronne de fleur de chêne sur la gauche et diverses fleurs des Alpes sur la droite. |                                             |
| Masse 25 g                                                                                   | Alliage Ag 900 (Ag 90 % – Cu 10 %)                                            | Diamètre 37 mm | Épaisseur 2,35 mm |                                             |
| Artiste(s) Friedrich Fisch, Antoine Bovy                                                     | Artiste(s) Friedrich Fisch, Antoine Bovy                                      | Tranche cannelée | Tranche cannelée |                                             |
| Millésimes 1850 – 1874                                                                       | Millésimes 1850 – 1874                                                        | Date de la mise hors cours 1er février 1934                                                                            | Date de la mise hors cours 1er février 1934                                                                            |                                             |
|                                                                                              |                                                                               | | |                                             |
| Remarques – la pièce française de taille et de poids égal était communément appelée « écu ». |                                                                               | | |                                             |
| 5 francs argent, type Helvetia assise                                                        |                                                                               | | |                                             |

| \| 5 francs argent, type tête de femme \|                                                    | \| 5 francs argent, type tête de femme \|                                                    | \| 5 francs argent, type tête de femme \|                                             | \| 5 francs argent, type tête de femme \|                                             | \| 5 francs argent, type tête de femme \| |
| -------------------------------------------------------------------------------------------- | -------------------------------------------------------------------------------------------- | ------------------------------------------------------------------------------------- | ------------------------------------------------------------------------------------- | ----------------------------------------- |
| Pièce de cinq francs de 1889, type tête de femme                                             |                                                                                              |                                                                                       |                                                                                       |                                           |
| Avers : personnification d'Helvetia assise tendant un bras, légende CONFOEDERATIO HELVETICA. | Avers : personnification d'Helvetia assise tendant un bras, légende CONFOEDERATIO HELVETICA. | Revers : écusson suisse entouré d'une couronne de feuilles.                           | Revers : écusson suisse entouré d'une couronne de feuilles.                           |                                           |
| Masse 25 g                                                                                   | Alliage Ag 900 (Ag 90 % – Cu 10 %)                                                           | Diamètre 37 mm                                                                        | Épaisseur 2,35 mm                                                                     |                                           |
| Artiste(s) Karl Schwenzer                                                                    | Artiste(s) Karl Schwenzer                                                                    | Tranche « DOMINUS PROVIDEBIT » (Dieu y pourvoira en latin) avec 13 étoiles en relief. | Tranche « DOMINUS PROVIDEBIT » (Dieu y pourvoira en latin) avec 13 étoiles en relief. |                                           |
| Millésimes 1888 – 1916                                                                       | Millésimes 1888 – 1916                                                                       | Date de la mise hors cours 1er février 1934                                           | Date de la mise hors cours 1er février 1934                                           |                                           |
|                                                                                              |                                                                                              |                                                                                       |                                                                                       |                                           |
| Remarques – la pièce française de taille et de poids égal était communément appelée « écu ». |                                                                                              |                                                                                       |                                                                                       |                                           |
| 5 francs argent, type tête de femme                                                          |                                                                                              |                                                                                       |                                                                                       |                                           |

| \| 5 francs argent, type Burkhard \| | \| 5 francs argent, type Burkhard \|                                                          | \| 5 francs argent, type Burkhard \|                                                                                    | \| 5 francs argent, type Burkhard \|                                                                                    | \| 5 francs argent, type Burkhard \| |
| --- | --------------------------------------------------------------------------------------------- | --- | --- | ------------------------------------ |
| Pièce de cinq francs de 1923, type Burkhard |                                                                                               | | |                                      |
| Avers : berger, avec l'inscription « CONFOEDERATIO HELVETICA », Confédération suisse en latin                                                                                             | Avers : berger, avec l'inscription « CONFOEDERATIO HELVETICA », Confédération suisse en latin | Revers : valeur au-dessus d'un bouclier suisse avec des edelweiss et diverses fleurs des Alpes, et millésime en dessous | Revers : valeur au-dessus d'un bouclier suisse avec des edelweiss et diverses fleurs des Alpes, et millésime en dessous |                                      |
| Masse 25 g | Alliage Ag 900 (Ag 90 % – Cu 10 %)                                                            | Diamètre 37 mm | Épaisseur 2,35 mm |                                      |
| Artiste(s) Paul Burkhard | Artiste(s) Paul Burkhard                                                                      | Tranche « DOMINUS PROVIDEBIT » (Dieu y pourvoira en latin) avec 13 étoiles en relief.                                   | Tranche « DOMINUS PROVIDEBIT » (Dieu y pourvoira en latin) avec 13 étoiles en relief.                                   |                                      |
| Millésimes 1922 – 1928 | Millésimes 1922 – 1928                                                                        | Date de la mise hors cours 1er février 1934                                                                             | Date de la mise hors cours 1er février 1934                                                                             |                                      |
| |                                                                                               | | |                                      |
| Remarques – la pièce française de taille et de poids égal était communément appelée « écu ». Dès 1924, la désignation de la valeur 5 FR. est en majuscule et le relief est plus prononcé. |                                                                                               | | |                                      |
| 5 francs argent, type Burkhard |                                                                                               | | |                                      |

| \| 5 francs argent, type Burkhard (taille réduite) \| | \| 5 francs argent, type Burkhard (taille réduite) \|                                         | \| 5 francs argent, type Burkhard (taille réduite) \|                                                                   | \| 5 francs argent, type Burkhard (taille réduite) \|                                                                   | \| 5 francs argent, type Burkhard (taille réduite) \| |
| --- | --------------------------------------------------------------------------------------------- | --- | --- | ----------------------------------------------------- |
| Pièce de cinq francs de 1939, type Burkhard taille réduite |                                                                                               | | |                                                       |
| Avers : berger, avec l'inscription « CONFOEDERATIO HELVETICA », Confédération suisse en latin | Avers : berger, avec l'inscription « CONFOEDERATIO HELVETICA », Confédération suisse en latin | Revers : valeur au-dessus d'un bouclier suisse avec des edelweiss et diverses fleurs des Alpes, et millésime en dessous | Revers : valeur au-dessus d'un bouclier suisse avec des edelweiss et diverses fleurs des Alpes, et millésime en dessous |                                                       |
| Masse 15 g | Alliage Ag 835 (Ag 83,5 % – Cu 16,5 %)                                                        | Diamètre 31,45 mm | Épaisseur 2,35 mm |                                                       |
| Artiste(s) Paul Burkhard | Artiste(s) Paul Burkhard                                                                      | Tranche « DOMINUS PROVIDEBIT » (Dieu y pourvoira en latin) avec 13 étoiles en relief.                                   | Tranche « DOMINUS PROVIDEBIT » (Dieu y pourvoira en latin) avec 13 étoiles en relief.                                   |                                                       |
| Millésimes 1931 – 1967 et 1969 | Millésimes 1931 – 1967 et 1969                                                                | Date de la mise hors cours 1er avril 1971                                                                               | Date de la mise hors cours 1er avril 1971                                                                               |                                                       |
| |                                                                                               | | |                                                       |
| Remarques – L'union monétaire latine, qui fixait les caractéristiques de la précédente pièce, étant dissoute depuis 1927, la réduction de taille put être décidée dans la loi monétaire de 1931. |                                                                                               | | |                                                       |
| 5 francs argent, type Burkhard (taille réduite) |                                                                                               | | |                                                       |

| \| 2 francs argent, type Helvetia assise \|                                      | \| 2 francs argent, type Helvetia assise \|                                      | \| 2 francs argent, type Helvetia assise \|                                                                           | \| 2 francs argent, type Helvetia assise \|                                                                           | \| 2 francs argent, type Helvetia assise \| |
| -------------------------------------------------------------------------------- | -------------------------------------------------------------------------------- | --- | --- | ------------------------------------------- |
| Pièce de deux francs de 1860, type Helvetia assise                               |                                                                                  | | |                                             |
| Avers : personnification d'Helvetia assise tendant un bras, légende « HELVETIA » | Avers : personnification d'Helvetia assise tendant un bras, légende « HELVETIA » | Revers : valeur et millésime dans couronne de fleur de chêne sur la gauche et diverses fleurs des Alpes sur la droite | Revers : valeur et millésime dans couronne de fleur de chêne sur la gauche et diverses fleurs des Alpes sur la droite |                                             |
| Masse 10 g                                                                       | Alliage Ag 90 % – Cu 10 % (1850 – 1857) Ag 80 % – Cu 20 % (1860 et 1863)         | Diamètre 27,4 mm | Épaisseur 2,15 mm |                                             |
| Artiste(s) Friedrich Fisch, Antoine Bovy                                         | Artiste(s) Friedrich Fisch, Antoine Bovy                                         | Tranche cannelée | Tranche cannelée |                                             |
| Millésimes 1850 – 1863                                                           | Millésimes 1850 – 1863                                                           | Dates des mises hors cours 1850 – 1857 : 1er janvier 1869 1860 – 1863 : 1er janvier 1878                              | Dates des mises hors cours 1850 – 1857 : 1er janvier 1869 1860 – 1863 : 1er janvier 1878                              |                                             |
| 2 francs argent, type Helvetia assise                                            |                                                                                  | | |                                             |

| \| 2 francs argent, type Helvetia debout \|                                                                 | \| 2 francs argent, type Helvetia debout \|                                                                 | \| 2 francs argent, type Helvetia debout \|                                                                           | \| 2 francs argent, type Helvetia debout \|                                                                           | \| 2 francs argent, type Helvetia debout \| |
| --- | --- | --- | --- | ------------------------------------------- |
| Pièce de deux francs de 1955 en argent                                                                      | | | |                                             |
| Avers : personnification d'Helvetia debout tenant une lance et un bouclier, légende « HELVETIA » en dessous | Avers : personnification d'Helvetia debout tenant une lance et un bouclier, légende « HELVETIA » en dessous | Revers : valeur et millésime dans couronne de fleur de chêne sur la gauche et diverses fleurs des Alpes sur la droite | Revers : valeur et millésime dans couronne de fleur de chêne sur la gauche et diverses fleurs des Alpes sur la droite |                                             |
| Masse 10 g                                                                                                  | Alliage Ag 835 (Ag 83,5 % – Cu 16,5 %)                                                                      | Diamètre 27,4 mm | Épaisseur 2,15 mm |                                             |
| Artiste(s) A. Walch, Antoine Bovy                                                                           | Artiste(s) A. Walch, Antoine Bovy                                                                           | Tranche cannelée | Tranche cannelée |                                             |
| Millésimes 1874 – 1967                                                                                      | Millésimes 1874 – 1967                                                                                      | Date de la mise hors cours 1er avril 1971                                                                             | Date de la mise hors cours 1er avril 1971                                                                             |                                             |
| 2 francs argent, type Helvetia debout                                                                       | | | |                                             |

| \| 1 franc argent, type Helvetia assise \|                                       | \| 1 franc argent, type Helvetia assise \|                                       | \| 1 franc argent, type Helvetia assise \|                                                                            | \| 1 franc argent, type Helvetia assise \|                                                                            | \| 1 franc argent, type Helvetia assise \| |
| -------------------------------------------------------------------------------- | -------------------------------------------------------------------------------- | --- | --- | ------------------------------------------ |
| Pièce d'un franc de 1861, type Helvetia assise                                   |                                                                                  | | |                                            |
| Avers : personnification d'Helvetia assise tendant un bras, légende « HELVETIA » | Avers : personnification d'Helvetia assise tendant un bras, légende « HELVETIA » | Revers : valeur et millésime dans couronne de fleur de chêne sur la gauche et diverses fleurs des Alpes sur la droite | Revers : valeur et millésime dans couronne de fleur de chêne sur la gauche et diverses fleurs des Alpes sur la droite |                                            |
| Masse 5 g                                                                        | Alliage Ag 90 % – Cu 10 % (1850 – 1857) Ag 80 % – Cu 20 % (1860 et 1861)         | Diamètre 23,2 mm | Épaisseur 1,55 mm |                                            |
| Artiste(s) Friedrich Fisch, Antoine Bovy                                         | Artiste(s) Friedrich Fisch, Antoine Bovy                                         | Tranche cannelée | Tranche cannelée |                                            |
| Millésimes 1850 – 1861                                                           | Millésimes 1850 – 1861                                                           | Dates des mises hors cours 1850 – 1857 : 1er janvier 1869 1860 – 1861 : 1er janvier 1878                              | Dates des mises hors cours 1850 – 1857 : 1er janvier 1869 1860 – 1861 : 1er janvier 1878                              |                                            |
| 1 franc argent, type Helvetia assise                                             |                                                                                  | | |                                            |

| \| 1 franc argent, type Helvetia debout \|                                                                  | \| 1 franc argent, type Helvetia debout \|                                                                  | \| 1 franc argent, type Helvetia debout \|                                                                            | \| 1 franc argent, type Helvetia debout \|                                                                            | \| 1 franc argent, type Helvetia debout \| |
| --- | --- | --- | --- | ------------------------------------------ |
| Pièce d'un franc de 1967 en argent                                                                          | | | |                                            |
| Avers : personnification d'Helvetia debout tenant une lance et un bouclier, légende « HELVETIA » en dessous | Avers : personnification d'Helvetia debout tenant une lance et un bouclier, légende « HELVETIA » en dessous | Revers : valeur et millésime dans couronne de fleur de chêne sur la gauche et diverses fleurs des Alpes sur la droite | Revers : valeur et millésime dans couronne de fleur de chêne sur la gauche et diverses fleurs des Alpes sur la droite |                                            |
| Masse 5 g                                                                                                   | Alliage Ag 835 (Ag 83,5 % – Cu 16,5 %)                                                                      | Diamètre 23,2 mm | Épaisseur 1,55 mm |                                            |
| Artiste(s) A. Walch, Antoine Bovy                                                                           | Artiste(s) A. Walch, Antoine Bovy                                                                           | Tranche cannelée | Tranche cannelée |                                            |
| Millésimes 1875 – 1967                                                                                      | Millésimes 1875 – 1967                                                                                      | Date de la mise hors cours 1er avril 1971                                                                             | Date de la mise hors cours 1er avril 1971                                                                             |                                            |
| 1 franc argent, type Helvetia debout                                                                        | | | |                                            |

| \| ½ franc argent, type Helvetia assise \|                                       | \| ½ franc argent, type Helvetia assise \|                                       | \| ½ franc argent, type Helvetia assise \|                                                                            | \| ½ franc argent, type Helvetia assise \|                                                                            | \| ½ franc argent, type Helvetia assise \| |
| -------------------------------------------------------------------------------- | -------------------------------------------------------------------------------- | --- | --- | ------------------------------------------ |
| ½ franc argent 1850, type Helvetia assise                                        |                                                                                  | | |                                            |
| Avers : personnification d'Helvetia assise tendant un bras, légende « HELVETIA » | Avers : personnification d'Helvetia assise tendant un bras, légende « HELVETIA » | Revers : valeur et millésime dans couronne de fleur de chêne sur la gauche et diverses fleurs des Alpes sur la droite | Revers : valeur et millésime dans couronne de fleur de chêne sur la gauche et diverses fleurs des Alpes sur la droite |                                            |
| Masse 2,5 g                                                                      | Alliage Ag 90 % – Cu 10 %                                                        | Diamètre 18,2 mm | Épaisseur 1,25 mm |                                            |
| Artiste(s) Friedrich Fisch, Antoine Bovy                                         | Artiste(s) Friedrich Fisch, Antoine Bovy                                         | Tranche cannelée | Tranche cannelée |                                            |
| Millésimes 1850 et 1851                                                          | Millésimes 1850 et 1851                                                          | Date de la mise hors cours 1er janvier 1869                                                                           | Date de la mise hors cours 1er janvier 1869                                                                           |                                            |
| ½ franc argent, type Helvetia assise                                             |                                                                                  | | |                                            |

| \| ½ franc argent, type Helvetia debout \|                                                                  | \| ½ franc argent, type Helvetia debout \|                                                                  | \| ½ franc argent, type Helvetia debout \|                                                                            | \| ½ franc argent, type Helvetia debout \|                                                                            | \| ½ franc argent, type Helvetia debout \| |
| --- | --- | --- | --- | ------------------------------------------ |
| Pièce de ½ franc de 1959 en argent                                                                          | | | |                                            |
| Avers : personnification d'Helvetia debout tenant une lance et un bouclier, légende « HELVETIA » en dessous | Avers : personnification d'Helvetia debout tenant une lance et un bouclier, légende « HELVETIA » en dessous | Revers : valeur et millésime dans couronne de fleur de chêne sur la gauche et diverses fleurs des Alpes sur la droite | Revers : valeur et millésime dans couronne de fleur de chêne sur la gauche et diverses fleurs des Alpes sur la droite |                                            |
| Masse 2,5 g                                                                                                 | Alliage Ag 835 (Ag 83,5 % – Cu 16,5 %)                                                                      | Diamètre 18,2 mm | Épaisseur 1,25 mm |                                            |
| Artiste(s) A. Walch, Antoine Bovy                                                                           | Artiste(s) A. Walch, Antoine Bovy                                                                           | Tranche cannelée | Tranche cannelée |                                            |
| Millésimes 1875 – 1967                                                                                      | Millésimes 1875 – 1967                                                                                      | Date de la mise hors cours 1er avril 1971                                                                             | Date de la mise hors cours 1er avril 1971                                                                             |                                            |
| ½ franc argent, type Helvetia debout                                                                        | | | |                                            |

### Pièces en billon
Les premières pièces de cinq, dix et vingt centimes étaient faites en billon, un alliage d'argent, de cuivre, de zinc et de nickel. L'alliage et l'avers ont été modifiés en 1879 pour les pièces de cinq et dix centimes et en 1881 pour les pièces de vingt centimes.
| \| 20 centimes billon \|                                                                                          | \| 20 centimes billon \| | \| 20 centimes billon \|                              | \| 20 centimes billon \|                              | \| 20 centimes billon \| |
| --- | --- | ----------------------------------------------------- | ----------------------------------------------------- | ------------------------ |
| Pièce de vingt centimes de 1859 en billon                                                                         | |                                                       |                                                       |                          |
| Avers : écusson suisse sur deux bouquets de fleurs des Alpes, avec l'inscription « HELVETIA » en haut de la pièce | Avers : écusson suisse sur deux bouquets de fleurs des Alpes, avec l'inscription « HELVETIA » en haut de la pièce                                 | Revers : valeur dans une couronne de fleurs des Alpes | Revers : valeur dans une couronne de fleurs des Alpes |                          |
| Masse 3,25 g | Alliage 1850/1851 : Ag 15 % – Cu 50 % – Zn 25 % – Ni 10 % 1858 : Ag 15 % – Cu 75 % – Zn 5 % – Ni 5 % 1859 : Ag 15 % – Cu 65 % – Zn 10 % – Ni 10 % | Diamètre 21,05 mm                                     | Épaisseur 1,65 mm                                     |                          |
| Artiste(s) Karl Friedrich Voigt                                                                                   | Artiste(s) Karl Friedrich Voigt | Tranche Lisse                                         | Tranche Lisse                                         |                          |
| Millésimes 1850 – 1859                                                                                            | Millésimes 1850 – 1859 | Date de la mise hors cours 30 juin 1886               | Date de la mise hors cours 30 juin 1886               |                          |
| | |                                                       |                                                       |                          |
| Remarques – il s'agit du type de pièces que le célèbre faux-monnayeur Joseph-Samuel Farinet a contrefait.         | |                                                       |                                                       |                          |
| 20 centimes billon                                                                                                | |                                                       |                                                       |                          |

| \| 10 centimes billon \|                                                                               | \| 10 centimes billon \| | \| 10 centimes billon \|                               | \| 10 centimes billon \|                               | \| 10 centimes billon \| |
| --- | --- | ------------------------------------------------------ | ------------------------------------------------------ | ------------------------ |
| Pièce de dix centimes de 1850 en billon                                                                | |                                                        |                                                        |                          |
| Avers : écusson suisse sur deux branches de chêne, avec l'inscription « HELVETIA » en haut de la pièce | Avers : écusson suisse sur deux branches de chêne, avec l'inscription « HELVETIA » en haut de la pièce                                                       | Revers : valeur dans une couronne de feuilles de chêne | Revers : valeur dans une couronne de feuilles de chêne |                          |
| Masse 2,5 g                                                                                            | Alliage 1850/1851 : Ag 10 % – Cu 55 % – Zn 25 % – Ni 10 % 1871-1873 : Ag 5 % – Cu 85 % – Zn 5 % – Ni 5 % 1875 - 1876 : Ag 10 % – Cu 65 % – Zn 15 % – Ni 10 % | Diamètre 19,15 mm                                      | Épaisseur 1,45 mm                                      |                          |
| Artiste(s) Karl Friedrich Voigt                                                                        | Artiste(s) Karl Friedrich Voigt | Tranche Lisse                                          | Tranche Lisse                                          |                          |
| Millésimes 1850 – 1876                                                                                 | Millésimes 1850 – 1876 | Date de la mise hors cours 30 juin 1886                | Date de la mise hors cours 30 juin 1886                |                          |
| 10 centimes billon                                                                                     | |                                                        |                                                        |                          |

| \| 5 centimes billon \|                                                                            | \| 5 centimes billon \| | \| 5 centimes billon \|                                              | \| 5 centimes billon \|                                              | \| 5 centimes billon \| |
| -------------------------------------------------------------------------------------------------- | --- | -------------------------------------------------------------------- | -------------------------------------------------------------------- | ----------------------- |
| Pièce de cinq centimes de 1874 en billon                                                           | |                                                                      |                                                                      |                         |
| Avers : écusson suisse sur deux gerbes de blé, avec l'inscription « HELVETIA » en haut de la pièce | Avers : écusson suisse sur deux gerbes de blé, avec l'inscription « HELVETIA » en haut de la pièce                                                         | Revers : valeur dans une couronne de feuilles de vigne et de raisins | Revers : valeur dans une couronne de feuilles de vigne et de raisins |                         |
| Masse 1,67 g                                                                                       | Alliage 1850/1851 : Ag 5 % – Cu 60 % – Zn 25 % – Ni 10 % 1872/1873 : Ag 5 % – Cu 85 % – Zn 5 % – Ni 5 % 1874 - 1877 : Ag 5 % – Cu 65 % – Zn 20 % – Ni 10 % | Diamètre 17,15 mm                                                    | Épaisseur 1,25 mm                                                    |                         |
| Artiste(s) Karl Friedrich Voigt                                                                    | Artiste(s) Karl Friedrich Voigt | Tranche Lisse                                                        | Tranche Lisse                                                        |                         |
| Millésimes 1850 – 1877                                                                             | Millésimes 1850 – 1877 | Date de la mise hors cours 30 juin 1886                              | Date de la mise hors cours 30 juin 1886                              |                         |
| 5 centimes billon                                                                                  | |                                                                      |                                                                      |                         |

### Pièces en nickel pur

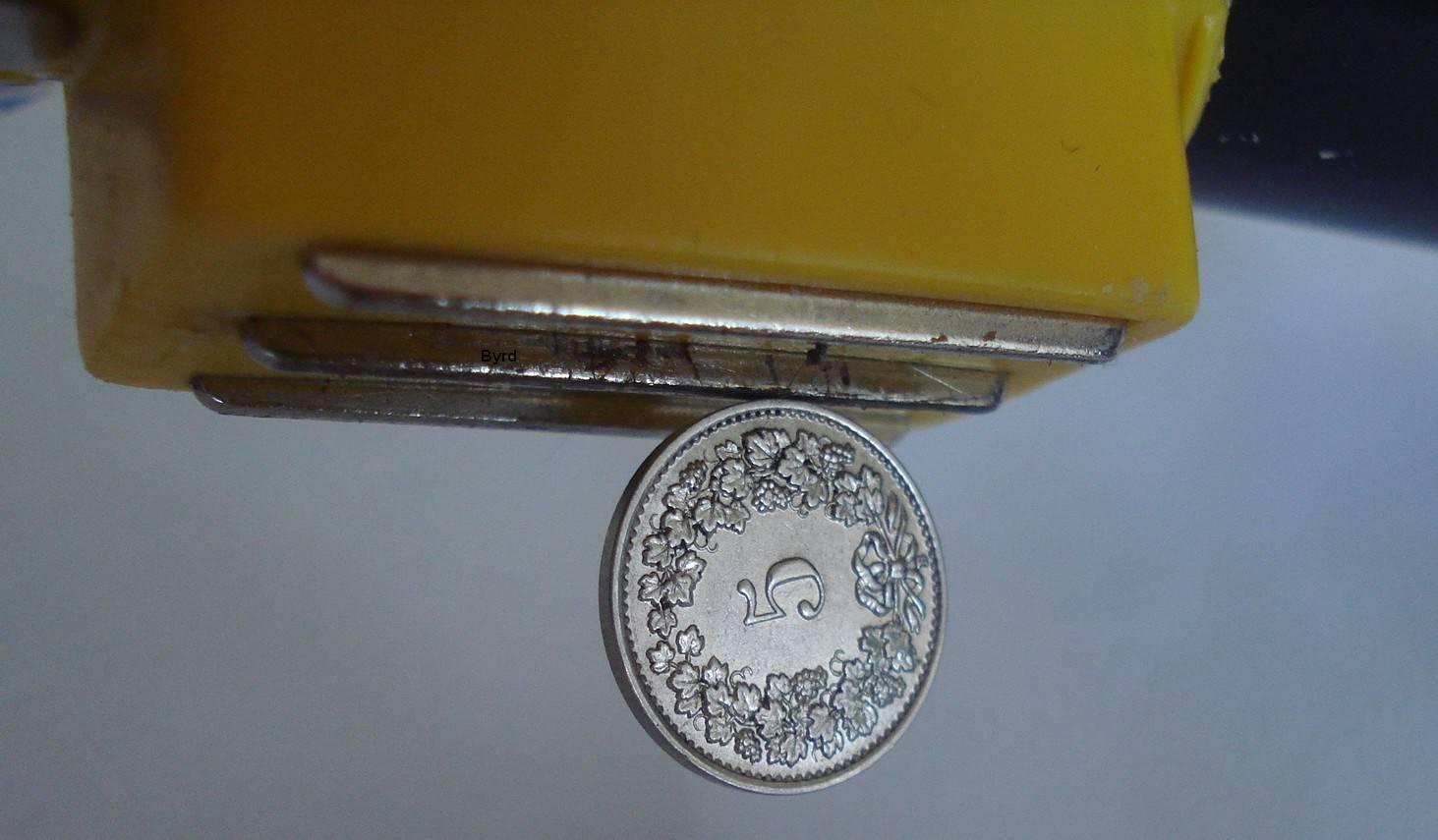
Les pièces en nickel pur sont facilement attirées par un aimant.

L'alliage en billon utilisé pour les précédentes pièces étant extrêmement dur, il était ainsi assez facile de créer un moule pour fausses-monnaies en pressant une pièce originale dans une barre d'acier chauffée à rouge. Pour cette raison, la production de pièces de vingt centimes fut stoppée durant plus de vingt ans. En 1881, une nouvelle pièce de vingt centimes en nickel pur fut introduite. À la suite des expériences positives avec ce métal (dureté, résistance chimique importante, résistance à l'utilisation, facilité de frappe, difficulté à falsifier, facilité du contrôle d'authenticité, le nickel pur étant ferromagnétique), il a été décidé lors de l'introduction de la nouvelle loi monétaire de 1931 d'étendre les frappes en nickel pur aux pièces de cinq et dix centimes dès 1932, bien que quelques pièces en nickel pur furent produites avec le millésime 1931. Cependant, du fait de l'intérêt stratégique de ce métal, les pièces de cinq, dix et vingt centimes sont de nouveau frappées en cupronickel dès 1939 pour les pièces de vingt centimes et dès 1940 pour les pièces de cinq et dix centimes. Des pièces de cinq centimes en nickel pur ont toutefois été produites en 1941.
Ces pièces étant de plus en plus refusées par les automates de dernière génération, elles ont été mises hors cours dès 2004 pour les pièces de dix et vingt centimes.
Les pièces de cinq centimes en nickel pur ont été mises hors cours avec les autres pièces en cupronickel de couleur blanche en 1984, la couleur de l'alliage ayant changé en 1981, devenant jaune au lieu d'être blanche.
Malgré la mise hors cours des pièces en nickel pur, il est encore possible d'en trouver occasionnellement en circulation. Mais ces pièces sont différentiables des pièces actuelles du fait de leur ferromagnétisme : le nickel pur est facilement attiré par un aimant.
| \| 20 centimes nickel pur \| | \| 20 centimes nickel pur \| | \| 20 centimes nickel pur \|                          | \| 20 centimes nickel pur \|                          | \| 20 centimes nickel pur \| |
| --- | --- | ----------------------------------------------------- | ----------------------------------------------------- | ---------------------------- |
| Pièce de vingt centimes en nickel pur de 1909 | |                                                       |                                                       |                              |
| Avers : Buste allégorique de la liberté (Libertas) vue de profil portant un diadème avec l'inscription « Libertas » (liberté), légende « CONFŒDERATIO HELVETICA », | Avers : Buste allégorique de la liberté (Libertas) vue de profil portant un diadème avec l'inscription « Libertas » (liberté), légende « CONFŒDERATIO HELVETICA », | Revers : valeur dans une couronne de fleurs des Alpes | Revers : valeur dans une couronne de fleurs des Alpes |                              |
| Masse 4 g | Alliage Nickel pur | Diamètre 21,05 mm                                     | Épaisseur 1,65 mm                                     |                              |
| Artiste(s) Karl Schwenzer, Karl Friedrich Voigt (revers) | Artiste(s) Karl Schwenzer, Karl Friedrich Voigt (revers) | Tranche Lisse                                         | Tranche Lisse                                         |                              |
| Millésimes 1881 – 1938 | Millésimes 1881 – 1938 | Date de la mise hors cours 1er janvier 2004           | Date de la mise hors cours 1er janvier 2004           |                              |
| | |                                                       |                                                       |                              |
| Remarques – il s'agit de la première série de pièces de monnaie en nickel pur du monde.                                                                            | |                                                       |                                                       |                              |
| 20 centimes nickel pur | |                                                       |                                                       |                              |

| \| 10 centimes nickel pur \| | \| 10 centimes nickel pur \| | \| 10 centimes nickel pur \|                           | \| 10 centimes nickel pur \|                           | \| 10 centimes nickel pur \| |
| --- | --- | ------------------------------------------------------ | ------------------------------------------------------ | ---------------------------- |
| Pièce de dix centimes en nickel pur 1932 | |                                                        |                                                        |                              |
| Avers : buste allégorique de la liberté (Libertas) vue de profil portant un diadème avec l'inscription « Libertas » (liberté), légende « CONFŒDERATIO HELVETICA », | Avers : buste allégorique de la liberté (Libertas) vue de profil portant un diadème avec l'inscription « Libertas » (liberté), légende « CONFŒDERATIO HELVETICA », | Revers : valeur dans une couronne de feuilles de chêne | Revers : valeur dans une couronne de feuilles de chêne |                              |
| Masse 3 g | Alliage Nickel pur | Diamètre 19,15 mm                                      | Épaisseur 1,45 mm                                      |                              |
| Artiste(s) Karl Schwenzer, Karl Friedrich Voigt (revers) | Artiste(s) Karl Schwenzer, Karl Friedrich Voigt (revers) | Tranche Lisse                                          | Tranche Lisse                                          |                              |
| Millésimes 1932 – 1939 | Millésimes 1932 – 1939 | Date de la mise hors cours 1er janvier 2004            | Date de la mise hors cours 1er janvier 2004            |                              |
| 10 centimes nickel pur | |                                                        |                                                        |                              |

| \| 5 centimes nickel pur \| | \| 5 centimes nickel pur \| | \| 5 centimes nickel pur \|                                          | \| 5 centimes nickel pur \|                                          | \| 5 centimes nickel pur \| |
| --- | --- | -------------------------------------------------------------------- | -------------------------------------------------------------------- | --------------------------- |
| Pièce de cinq centimes en nickel pur de 1939 | |                                                                      |                                                                      |                             |
| Avers : buste allégorique de la liberté (Libertas) vue de profil portant un diadème avec l'inscription « Libertas » (liberté), légende « CONFŒDERATIO HELVETICA », | Avers : buste allégorique de la liberté (Libertas) vue de profil portant un diadème avec l'inscription « Libertas » (liberté), légende « CONFŒDERATIO HELVETICA », | Revers : valeur dans une couronne de feuilles de vigne et de raisins | Revers : valeur dans une couronne de feuilles de vigne et de raisins |                             |
| Masse 2 g | Alliage Nickel pur | Diamètre 17,15 mm                                                    | Épaisseur 1,25 mm                                                    |                             |
| Artiste(s) Karl Schwenzer, Karl Friedrich Voigt (revers) | Artiste(s) Karl Schwenzer, Karl Friedrich Voigt (revers) | Tranche Lisse                                                        | Tranche Lisse                                                        |                             |
| Millésimes 1932 – 1939 et 1941 | Millésimes 1932 – 1939 et 1941 | Date de la mise hors cours 1er janvier 1984                          | Date de la mise hors cours 1er janvier 1984                          |                             |
| 5 centimes nickel pur | |                                                                      |                                                                      |                             |

### Pièces en laiton
Du fait de la pénurie de nickel due à la Première Guerre mondiale, l'alliage cupronickel normal a dû être temporairement abandonné au profit du laiton. Pour les mêmes raisons, la pièce de dix centimes n'a pas été frappée en 1916 et 1917. Ces pièces ont exactement les mêmes dimensions et motifs que les pièces actuelles, et, dans le cas de la cinq centimes, une couleur similaire.
| \| 10 centimes \| | \| 10 centimes \| | \| 10 centimes \|                                      | \| 10 centimes \|                                      | \| 10 centimes \| |
| --- | --- | ------------------------------------------------------ | ------------------------------------------------------ | ----------------- |
| Pièce de dix centimes en laiton de 1918 | |                                                        |                                                        |                   |
| Avers : buste allégorique de la liberté (Libertas) vue de profil portant un diadème avec l'inscription « Libertas » (liberté), légende « CONFŒDERATIO HELVETICA »,                        | Avers : buste allégorique de la liberté (Libertas) vue de profil portant un diadème avec l'inscription « Libertas » (liberté), légende « CONFŒDERATIO HELVETICA », | Revers : valeur dans une couronne de feuilles de chêne | Revers : valeur dans une couronne de feuilles de chêne |                   |
| Masse 3 g | Alliage laiton (Cu 60 % – Zn 40 %) | Diamètre 19,15 mm                                      | Épaisseur 1,45 mm                                      |                   |
| Artiste(s) Karl Schwenzer, Karl Friedrich Voigt (revers) | Artiste(s) Karl Schwenzer, Karl Friedrich Voigt (revers) | Tranche Lisse                                          | Tranche Lisse                                          |                   |
| Millésimes 1918 et 1919 | Millésimes 1918 et 1919 | Date de la mise hors cours 1er janvier 1924            | Date de la mise hors cours 1er janvier 1924            |                   |
| | |                                                        |                                                        |                   |
| Remarques – il semblerait, du fait de sa rareté auprès des collectionneurs, que la totalité de la production des pièces de 1919 en laiton (3 millions) n'ait pas été mise en circulation. | |                                                        |                                                        |                   |
| 10 centimes | |                                                        |                                                        |                   |

| \| 5 centimes \| | \| 5 centimes \| | \| 5 centimes \|                                                     | \| 5 centimes \|                                                     | \| 5 centimes \| |
| --- | --- | -------------------------------------------------------------------- | -------------------------------------------------------------------- | ---------------- |
| Pièce de cinq centimes en laiton de 1918 | |                                                                      |                                                                      |                  |
| Avers : buste allégorique de la liberté (Libertas) vue de profil portant un diadème avec l'inscription « Libertas » (liberté), légende « CONFŒDERATIO HELVETICA », | Avers : buste allégorique de la liberté (Libertas) vue de profil portant un diadème avec l'inscription « Libertas » (liberté), légende « CONFŒDERATIO HELVETICA », | Revers : valeur dans une couronne de feuilles de vigne et de raisins | Revers : valeur dans une couronne de feuilles de vigne et de raisins |                  |
| Masse 2 g | Alliage laiton (Cu 60 % – Zn 40 %) | Diamètre 17,15 mm                                                    | Épaisseur 1,25 mm                                                    |                  |
| Artiste(s) Karl Schwenzer, Karl Friedrich Voigt (revers) | Artiste(s) Karl Schwenzer, Karl Friedrich Voigt (revers) | Tranche Lisse                                                        | Tranche Lisse                                                        |                  |
| Millésimes 1918 | Millésimes 1918 | Date de la mise hors cours 1er janvier 1924                          | Date de la mise hors cours 1er janvier 1924                          |                  |
| 5 centimes | |                                                                      |                                                                      |                  |

### Pièces en cupronickel
| \| 5 francs, écriture sur la tranche en creux \| | \| 5 francs, écriture sur la tranche en creux \|                                              | \| 5 francs, écriture sur la tranche en creux \|                                                                | \| 5 francs, écriture sur la tranche en creux \|                                                                | \| 5 francs, écriture sur la tranche en creux \| |
| --- | --------------------------------------------------------------------------------------------- | --- | --- | ------------------------------------------------ |
| Pièce de cinq francs de 1985 avec l'écriture sur la tranche en creux |                                                                                               | | |                                                  |
| Avers : berger, avec l'inscription « CONFOEDERATIO HELVETICA », Confédération suisse en latin | Avers : berger, avec l'inscription « CONFOEDERATIO HELVETICA », Confédération suisse en latin | Revers : valeur sur un bouclier suisse avec des edelweiss et diverses fleurs des Alpes, et millésime en dessous | Revers : valeur sur un bouclier suisse avec des edelweiss et diverses fleurs des Alpes, et millésime en dessous |                                                  |
| Masse 13,2 g | Alliage Cupronickel (Cu 75 % – Ni 25 %)                                                       | Diamètre 31,45 mm                                                                                               | Épaisseur 2,35 mm                                                                                               |                                                  |
| Artiste(s) Paul Burkhard | Artiste(s) Paul Burkhard                                                                      | Tranche « DOMINUS PROVIDEBIT » (Dieu y pourvoira en latin) avec 13 étoiles en creux.                            | Tranche « DOMINUS PROVIDEBIT » (Dieu y pourvoira en latin) avec 13 étoiles en creux.                            |                                                  |
| Millésimes 1985 – 1993 | Millésimes 1985 – 1993                                                                        | Date de la mise hors cours 1er janvier 2004                                                                     | Date de la mise hors cours 1er janvier 2004                                                                     |                                                  |
| |                                                                                               | | |                                                  |
| Remarques – du fait d'un grand nombre de falsifications, il a été renoncé à la frappe régulière pour les années 1991 et 1993. Seuls subsistent les pièces des séries annuelles pour ces deux millésimes. |                                                                                               | | |                                                  |
| 5 francs, écriture sur la tranche en creux |                                                                                               | | |                                                  |

| \| 5 centimes cupronickel \| | \| 5 centimes cupronickel \| | \| 5 centimes cupronickel \|                                         | \| 5 centimes cupronickel \|                                         | \| 5 centimes cupronickel \| |
| --- | --- | -------------------------------------------------------------------- | -------------------------------------------------------------------- | ---------------------------- |
| Pièce de cinq centimes en cupronickel de 1977 | |                                                                      |                                                                      |                              |
| Avers : buste allégorique de la liberté (Libertas) vue de profil portant un diadème avec l'inscription « Libertas » (liberté), légende « CONFŒDERATIO HELVETICA », | Avers : buste allégorique de la liberté (Libertas) vue de profil portant un diadème avec l'inscription « Libertas » (liberté), légende « CONFŒDERATIO HELVETICA », | Revers : valeur dans une couronne de feuilles de vigne et de raisins | Revers : valeur dans une couronne de feuilles de vigne et de raisins |                              |
| Masse 2 g | Alliage Cupronickel (Cu 75 % – Ni 25 %) | Diamètre 17,15 mm                                                    | Épaisseur 1,25 mm                                                    |                              |
| Artiste(s) Karl Schwenzer, Karl Friedrich Voigt (revers) | Artiste(s) Karl Schwenzer, Karl Friedrich Voigt (revers) | Tranche Lisse                                                        | Tranche Lisse                                                        |                              |
| Millésimes 1879 – 1917, 1919 – 1931, 1940 et 1942 – 1980 | Millésimes 1879 – 1917, 1919 – 1931, 1940 et 1942 – 1980 | Date de la mise hors cours 1er janvier 1984                          | Date de la mise hors cours 1er janvier 1984                          |                              |
| | |                                                                      |                                                                      |                              |
| Remarques – l'alliage a changé car il y avait un risque de confusion avec la pièce de ½ franc, et également pour baisser les coûts de production (de 3,6 à 2,94 centimes), mais comme le cours du cuivre a augmenté, le prix de production des pièces actuelle dépasse de 20 % la valeur nominale. | |                                                                      |                                                                      |                              |
| 5 centimes cupronickel | |                                                                      |                                                                      |                              |

### Pièces en bronze

#### Pièces de type Jean-Jacques Barre
| \| 1 centime \|                                                                                                   | \| 1 centime \|                                                                                                   | \| 1 centime \|                                     | \| 1 centime \|                                     | \| 1 centime \| |
| --- | --- | --------------------------------------------------- | --------------------------------------------------- | --------------- |
| Pièce d'un centime de 1937, type J.J.Barre                                                                        | |                                                     |                                                     |                 |
| Avers : écusson suisse sur une branche de laurier et une autre de chêne, légende « HELVETIA » en haut de la pièce | Avers : écusson suisse sur une branche de laurier et une autre de chêne, légende « HELVETIA » en haut de la pièce | Revers : valeur entourée d'une couronne de lauriers | Revers : valeur entourée d'une couronne de lauriers |                 |
| Masse 1,5 g | Alliage bronze (Cu 95 % – Sn 4 % – Zn 1 %)                                                                        | Diamètre 16 mm                                      | Épaisseur 1,1 mm                                    |                 |
| Artiste(s) Design : Alexander Hutter , gravure : Jean-Jacques Barre                                               | Artiste(s) Design : Alexander Hutter , gravure : Jean-Jacques Barre                                               | Tranche Lisse                                       | Tranche Lisse                                       |                 |
| Millésimes 1850 – 1941                                                                                            | Millésimes 1850 – 1941                                                                                            | Date de la mise hors cours 1er février 1952         | Date de la mise hors cours 1er février 1952         |                 |
| 1 centime | |                                                     |                                                     |                 |

| \| 2 centimes \|                                                                                                  | \| 2 centimes \|                                                                                                  | \| 2 centimes \|                                    | \| 2 centimes \|                                    | \| 2 centimes \| |
| --- | --- | --------------------------------------------------- | --------------------------------------------------- | ---------------- |
| Pièce de deux centimes de 1850, type J.J.Barre.                                                                   | |                                                     |                                                     |                  |
| Avers : écusson suisse sur une branche de laurier et une autre de chêne, légende « HELVETIA » en haut de la pièce | Avers : écusson suisse sur une branche de laurier et une autre de chêne, légende « HELVETIA » en haut de la pièce | Revers : valeur entourée d'une couronne de lauriers | Revers : valeur entourée d'une couronne de lauriers |                  |
| Masse 2,5 g | Alliage bronze (Cu 95 % – Sn 4 % – Zn 1 %)                                                                        | Diamètre 20 mm                                      | Épaisseur 1,4 mm                                    |                  |
| Artiste(s) Design : Alexander Hutter, gravure : Jean-Jacques Barre                                                | Artiste(s) Design : Alexander Hutter, gravure : Jean-Jacques Barre                                                | Tranche Lisse                                       | Tranche Lisse                                       |                  |
| Millésimes 1850 – 1941                                                                                            | Millésimes 1850 – 1941                                                                                            | Date de la mise hors cours 1er février 1952         | Date de la mise hors cours 1er février 1952         |                  |
| 2 centimes | |                                                     |                                                     |                  |

#### Pièces de type Tannheimer
La monnaie fédérale (actuellement Swissmint) a mis au concours en novembre 1947 un nouveau motif pour les pièces de un et deux centimes. L'artiste saint-gallois Josef Tannheimer a remporté le prix.
| \| 1 centime, type Tannheimer \| | \| 1 centime, type Tannheimer \|           | \| 1 centime, type Tannheimer \|                 | \| 1 centime, type Tannheimer \|                 | \| 1 centime, type Tannheimer \| |
| --- | ------------------------------------------ | ------------------------------------------------ | ------------------------------------------------ | -------------------------------- |
| Pièce d'un centime de 1995, type Tannheimer |                                            |                                                  |                                                  |                                  |
| Avers : croix suisse, légende HELVETIA | Avers : croix suisse, légende HELVETIA     | Revers : un « 1 » représenté avec un épi de blé. | Revers : un « 1 » représenté avec un épi de blé. |                                  |
| Masse 1,5 g | Alliage bronze (Cu 95 % – Sn 4 % – Zn 1 %) | Diamètre 16 mm                                   | Épaisseur 1,1 mm                                 |                                  |
| Artiste(s) Josef Tannheimer | Artiste(s) Josef Tannheimer                | Tranche Lisse                                    | Tranche Lisse                                    |                                  |
| Millésimes 1948 – 2006 | Millésimes 1948 – 2006                     | Date de la mise hors cours 1er janvier 2007      | Date de la mise hors cours 1er janvier 2007      |                                  |
| |                                            |                                                  |                                                  |                                  |
| Remarques – Remarques : du fait de son utilisation devenue très marginale dans les payements courants et de son coût de production élevé (12 centimes), cette pièce a été mise hors cours dès le 1er janvier 2007. Une frappe normale des pièces de 1 centime de 2006, du fait des stocks encore importants des années précédentes, n'a pas eu lieu, et seules 30 000 pièces ont été frappées pour les « séries annuelles ». |                                            |                                                  |                                                  |                                  |
| 1 centime, type Tannheimer |                                            |                                                  |                                                  |                                  |

| \| 2 centimes, type Tannheimer \|              | \| 2 centimes, type Tannheimer \|          | \| 2 centimes, type Tannheimer \|                | \| 2 centimes, type Tannheimer \|                | \| 2 centimes, type Tannheimer \| |
| ---------------------------------------------- | ------------------------------------------ | ------------------------------------------------ | ------------------------------------------------ | --------------------------------- |
| Pièce de deux centime de 1968, type Tannheimer |                                            |                                                  |                                                  |                                   |
| Avers : croix suisse, légende HELVETIA         | Avers : croix suisse, légende HELVETIA     | Revers : un « 2 » représenté avec un épi de blé. | Revers : un « 2 » représenté avec un épi de blé. |                                   |
| Masse 2,5 g                                    | Alliage bronze (Cu 95 % – Sn 4 % – Zn 1 %) | Diamètre 20 mm                                   | Épaisseur 1,4 mm                                 |                                   |
| Artiste(s) Josef Tannheimer                    | Artiste(s) Josef Tannheimer                | Tranche Lisse                                    | Tranche Lisse                                    |                                   |
| Millésimes 1948 – 1974                         | Millésimes 1948 – 1974                     | Date de la mise hors cours 1er janvier 1978      | Date de la mise hors cours 1er janvier 1978      |                                   |
| 2 centimes, type Tannheimer                    |                                            |                                                  |                                                  |                                   |

### Pièces en zinc
À la suite de la pénurie de cuivre provoquée par la Seconde Guerre mondiale, l'alliage des pièces de un et deux centimes composé à 95 % de ce métal a dû être temporairement abandonné au profit du zinc. Dans le même contexte, les pièces en bronze des années précédentes ont été également recyclées pour le métal, ce qui explique le chiffre important de pièces frappées en zinc, qui devaient remplacer les pièces retirées de la circulation. Ces pièces se corrodent facilement et irrémédiablement.
| \| 1 centime, type Jean-Jacques Barre, zinc \|                                                                    | \| 1 centime, type Jean-Jacques Barre, zinc \|                                                                    | \| 1 centime, type Jean-Jacques Barre, zinc \|      | \| 1 centime, type Jean-Jacques Barre, zinc \|      | \| 1 centime, type Jean-Jacques Barre, zinc \| |
| --- | --- | --------------------------------------------------- | --------------------------------------------------- | ---------------------------------------------- |
| Pièce d'un centime de 1942, type J.J.Barre, zinc                                                                  | |                                                     |                                                     |                                                |
| Avers : écusson suisse sur une branche de laurier et une autre de chêne, légende « HELVETIA » en haut de la pièce | Avers : écusson suisse sur une branche de laurier et une autre de chêne, légende « HELVETIA » en haut de la pièce | Revers : valeur entourée d'une couronne de lauriers | Revers : valeur entourée d'une couronne de lauriers |                                                |
| Masse 1,2 g | Alliage Zinc pur                                                                                                  | Diamètre 16 mm                                      | Épaisseur 1,1 mm                                    |                                                |
| Artiste(s) Alexander Hutter, Jean-Jacques Barre                                                                   | Artiste(s) Alexander Hutter, Jean-Jacques Barre                                                                   | Tranche Lisse                                       | Tranche Lisse                                       |                                                |
| Millésimes 1942 – 1946                                                                                            | Millésimes 1942 – 1946                                                                                            | Date de la mise hors cours 1er février 1952         | Date de la mise hors cours 1er février 1952         |                                                |
| 1 centime, type Jean-Jacques Barre, zinc                                                                          | |                                                     |                                                     |                                                |

| \| 2 centimes, type Jean-Jacques Barre, zinc \|                                                                   | \| 2 centimes, type Jean-Jacques Barre, zinc \|                                                                   | \| 2 centimes, type Jean-Jacques Barre, zinc \|     | \| 2 centimes, type Jean-Jacques Barre, zinc \|     | \| 2 centimes, type Jean-Jacques Barre, zinc \| |
| --- | --- | --------------------------------------------------- | --------------------------------------------------- | ----------------------------------------------- |
| Pièce de deux centimes de 1942, type J.J.Barre, zinc                                                              | |                                                     |                                                     |                                                 |
| Avers : écusson suisse sur une branche de laurier et une autre de chêne, légende « HELVETIA » en haut de la pièce | Avers : écusson suisse sur une branche de laurier et une autre de chêne, légende « HELVETIA » en haut de la pièce | Revers : valeur entourée d'une couronne de lauriers | Revers : valeur entourée d'une couronne de lauriers |                                                 |
| Masse 2,4 g | Alliage Zinc pur                                                                                                  | Diamètre 20 mm                                      | Épaisseur 1,4 mm                                    |                                                 |
| Artiste(s) Alexander Hutter, Jean-Jacques Barre                                                                   | Artiste(s) Alexander Hutter, Jean-Jacques Barre                                                                   | Tranche Lisse                                       | Tranche Lisse                                       |                                                 |
| Millésimes 1942 – 1946                                                                                            | Millésimes 1942 – 1946                                                                                            | Date de la mise hors cours 1er février 1952         | Date de la mise hors cours 1er février 1952         |                                                 |
| 2 centimes, type Jean-Jacques Barre, zinc                                                                         | |                                                     |                                                     |                                                 |

## Pièces frappées, mais jamais mises en circulation
Dans les années 1950, la Suisse frappa de nouveau des pièces en or destinées à être mises en circulation. Mais pour des raisons de politiques monétaires, et à la suite d'une hausse du cours de l'or, elles n'ont encore jamais été mises en circulation et constituent une part des réserves d'or de la Banque nationale. La plus grande partie de ces pièces ont été refondues, seules subsistent 20 000 pièces de chaque année sur les 5 millions produites.
| \| 50 francs \| | \| 50 francs \|                                                                  | \| 50 francs \|                                                                             | \| 50 francs \|                                                                             | \| 50 francs \| |
| --- | -------------------------------------------------------------------------------- | ------------------------------------------------------------------------------------------- | ------------------------------------------------------------------------------------------- | --------------- |
| Pièce de 50 francs de 1955 |                                                                                  |                                                                                             |                                                                                             |                 |
| Avers : légende « IN NOMINE DOMINI » autour des trois confédérés prêtant serment                                                       | Avers : légende « IN NOMINE DOMINI » autour des trois confédérés prêtant serment | Revers : légende « CONFOEDERATIO HELVETICA » autour de FR 50 et en dessous une croix suisse | Revers : légende « CONFOEDERATIO HELVETICA » autour de FR 50 et en dessous une croix suisse |                 |
| Masse 11,29 g | Alliage Au 900 (Au 90 % – Cu 10 %)                                               | Diamètre 25 mm                                                                              | Épaisseur 1,7 mm                                                                            |                 |
| Artiste(s) Remo Rossi, Battista Ratti et Jean Georges Vibert                                                                           | Artiste(s) Remo Rossi, Battista Ratti et Jean Georges Vibert                     | Tranche « DOMINUS PROVIDEBIT » (Dieu y pourvoira en latin) avec 13 étoiles en relief.       | Tranche « DOMINUS PROVIDEBIT » (Dieu y pourvoira en latin) avec 13 étoiles en relief.       |                 |
| Millésimes 1955, 1958 et 1959 | Millésimes 1955, 1958 et 1959                                                    | Masse d'or fin 10,161 g                                                                     | Masse d'or fin 10,161 g                                                                     |                 |
| |                                                                                  |                                                                                             |                                                                                             |                 |
| Remarques – les pièces commémoratives actuelles de 50 francs sont frappées avec exactement les mêmes caractéristiques que cette pièce. |                                                                                  |                                                                                             |                                                                                             |                 |
| 50 francs |                                                                                  |                                                                                             |                                                                                             |                 |

| \| 25 francs \|                                                                                            | \| 25 francs \|                                                                                            | \| 25 francs \|                                                                             | \| 25 francs \|                                                                             | \| 25 francs \| |
| --- | --- | ------------------------------------------------------------------------------------------- | ------------------------------------------------------------------------------------------- | --------------- |
| Pièce de 25 francs de 1955                                                                                 | |                                                                                             |                                                                                             |                 |
| Avers : légende « IN ARMIS LIBERTAS ET PAX » autour de Guillaume Tell marchant avec une arbalète à la main | Avers : légende « IN ARMIS LIBERTAS ET PAX » autour de Guillaume Tell marchant avec une arbalète à la main | Revers : légende « CONFOEDERATIO HELVETICA » autour de FR 25 et en dessous une croix suisse | Revers : légende « CONFOEDERATIO HELVETICA » autour de FR 25 et en dessous une croix suisse |                 |
| Masse 5,645 g                                                                                              | Alliage Au 900 (Au 90 % – Cu 10 %)                                                                         | Diamètre 20 mm                                                                              | Épaisseur 1,33 mm                                                                           |                 |
| Artiste(s) Remo Rossi, Battista Ratti et Jean Georges Vibert                                               | Artiste(s) Remo Rossi, Battista Ratti et Jean Georges Vibert                                               | Tranche « DOMINUS PROVIDEBIT » (Dieu y pourvoira en latin) avec 13 étoiles en relief.       | Tranche « DOMINUS PROVIDEBIT » (Dieu y pourvoira en latin) avec 13 étoiles en relief.       |                 |
| Millésimes 1955, 1958 et 1959                                                                              | Millésimes 1955, 1958 et 1959                                                                              | Masse d'or fin 5,080 5 g                                                                    | Masse d'or fin 5,080 5 g                                                                    |                 |
| 25 francs                                                                                                  | |                                                                                             |                                                                                             |                 |

## Marques monétaires
Les pièces de monnaie suisses n'ont pas seulement été frappées à Berne. Il est possible d'en connaître la provenance en regardant la marque monétaire située au bas du revers de la pièce et le tableau ci-dessous :
| Marque monétaire | Lieu       | Visible sur                                                                                        |
| ---------------- | ---------- | -------------------------------------------------------------------------------------------------- |
| A                | Paris      | 1 et 2 centimes 1850 – 1851 ; ½, 1 et 5 francs 1850 – 1851 ; ½, 1 et 2 francs 1894 ; 2 francs 1850 |
| AB               | Strasbourg | 5 centimes 1850 (partiellement)                                                                    |
| B                | Berne      | presque toutes les pièces produites                                                                |
| Aucune           | Strasbourg | 5 centimes 1850 (partiellement)                                                                    |
| Aucune           | Berne      | Toutes les pièces entre 1970 et 1985                                                               |
| Aucune           | Londres    | ½, 1 et 2 francs en 1968 et 1969 (partiellement) ; 2 centimes de 1969                              |
| B.               | Bruxelles  | 5 francs 1874 (partiellement)                                                                      |
| BB               | Strasbourg | 5 (en partie), 10 et 20 centimes 1850 – 1851                                                       |
| L B              | Berne      | 20 francs 1935 (programme de refrappe de 1945 à 1947 ; L = Lingot)                                 |

Les pièces frappées en France possèdent de plus un symbole différent pour chaque responsable de la frappe.

## Plus anciennes pièces en circulation
La plus ancienne pièce officiellement en circulation est celle de dix centimes de 1879, qui a le même alliage et même motif que la série actuelle. Cependant, du fait de leur ressemblance avec les pièces actuelles, il est encore possible, bien qu'exceptionnel, de trouver en circulation des pièces en argent encore plus anciennes, mais n'ayant plus cours.
Les pièces n'ayant plus cours sont souvent refusées par les monnayeurs et distributeurs automatiques, du fait de la différence de masse et de composition avec les pièces actuelles.
Les pièces en argent sont en général thésaurisées.
Ce tableau liste les plus vieilles pièces trouvables en circulation officiellement et non-officiellement. Les pièces circulant non-officiellement sont les pièces ayant les mêmes dimensions et motifs mais pas forcément les mêmes alliages. Il est donc possible de trouver des pièces déjà mises hors cours.
|                    | 5 centimes | 10 centimes | 20 centimes | ½ franc | 1 franc | 2 francs | 5 francs |
| ------------------ | ---------- | ----------- | ----------- | ------- | ------- | -------- | -------- |
| Officiellement     | 1981       | 1879        | 1939        | 1968    | 1968    | 1968     | 1968     |
| Non-officiellement | 1981       | 1879        | 1881        | 1875    | 1875    | 1874     | 1931     |

Les pièces mises hors cours sont encore reprises par la Banque nationale suisse (BNS) à leur valeur nominale durant vingt ans et durant une durée illimitée pour les pièces ayant le même aspect que les pièces actuelles, ainsi que pour les pièces commémoratives de cinq francs en argent,. Voici la liste des pièces encore reprises par la BNS :
- les pièces en argent de cinq francs de 1931 à 1967 et 1969 (y compris pièces commémoratives), de deux francs de 1874 à 1967, de un et ½ franc de 1875 à 1967 ;
- les pièces de cinq francs avec l'écriture sur la tranche en creux de 1985 à 1993 ;
- les pièces en nickel pur de dix centimes de 1932 à 1939 et les pièces de vingt centimes de 1881 à 1938 ;
- les pièces de cinq centimes de couleur blanche, de 1879 à 1980 ;
- les pièces d'un centime dès 1948 sont reprises jusqu'au 31 décembre 2026 ;
- les pièces de deux centimes ne sont plus reprises.

## Défauts de frappe

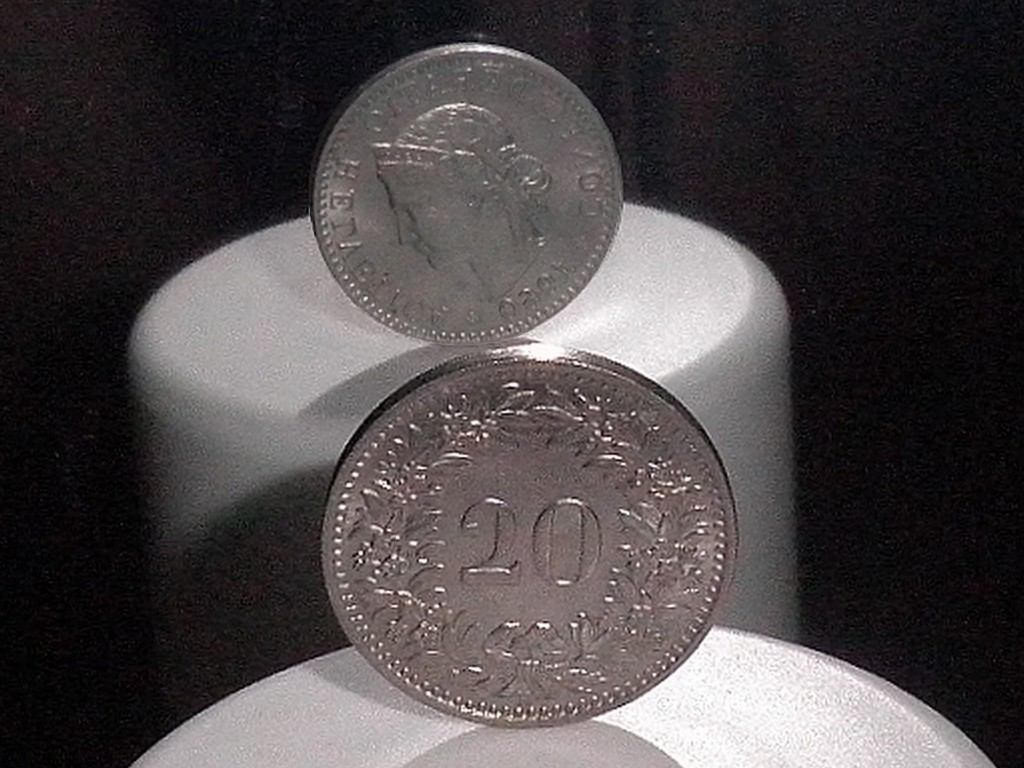
Cette pièce de vingt centimes de 1960 présente une face décalée de 40 degrés.

Bien que les contrôles de qualité soient sévères, certaines pièces présentent des anomalies, la plus courante étant le décalage d'une face ou des inscriptions sur la tranche par rapport à l'autre face. Les pièces les plus couramment touchées sont celles de cinq centimes de 1963 ainsi que les cinq francs de 1931 et 1967.
Il existe aussi plus rarement des pièces décentrées, des problèmes dus à l'usure, des fissures ou des corps étrangers dans la matrice ainsi que des anomalies dans la composition des pièces.

## Fausse monnaie

### Autrefois

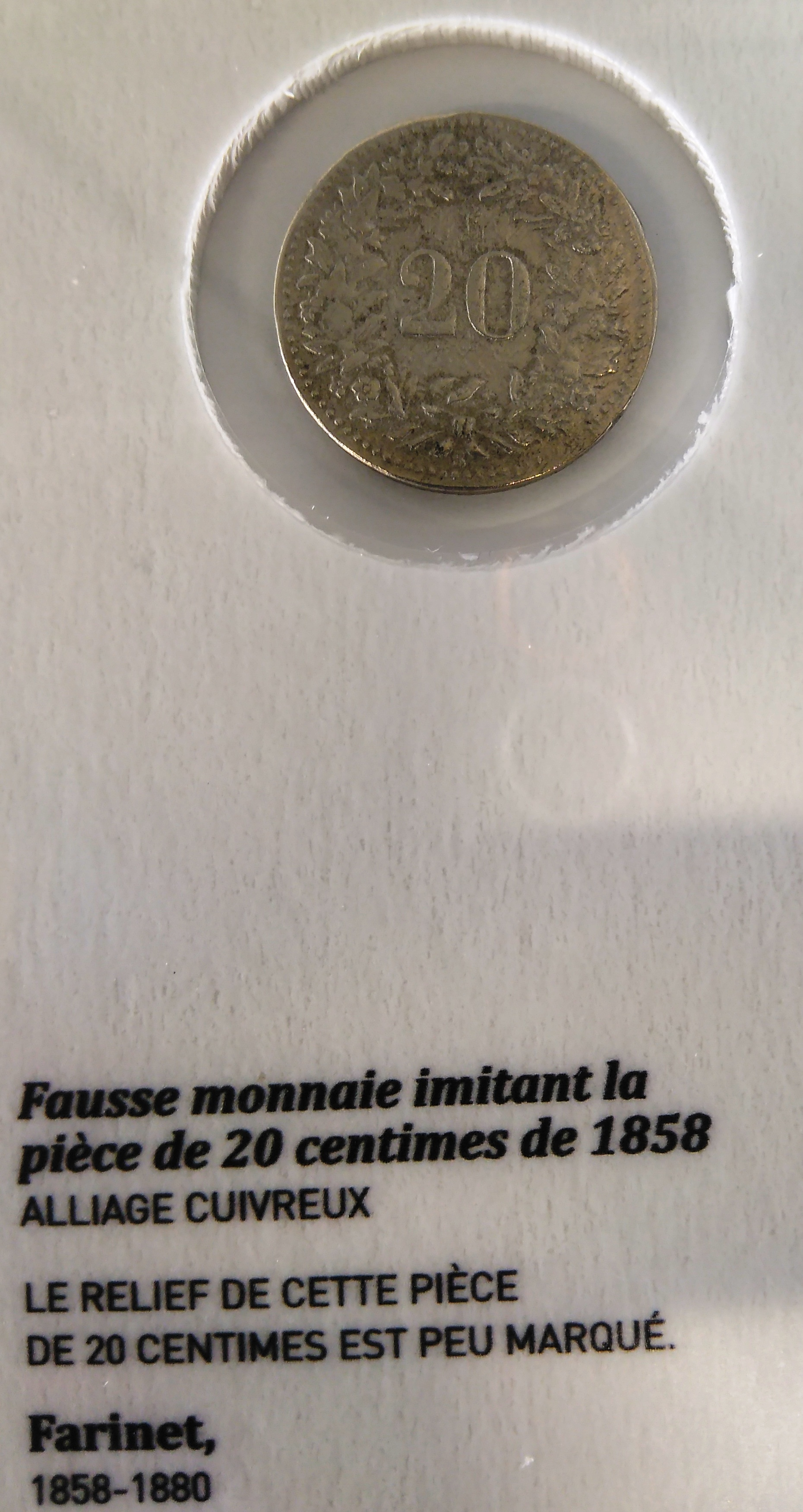
Fausse pièce de Farinet au Musée monétaire cantonal de Lausanne.

Joseph-Samuel Farinet (1845‒1880) était un faux-monnayeur très connu dans le canton du Valais. Il a falsifié exclusivement des pièces de vingt centimes en billon. L'alliage de ces pièces étant extrêmement dur, il était assez aisé d'en faire une empreinte dans de l'acier porté à blanc et d'utiliser celle-ci pour produire des fausses pièces. En tenant compte de l'inflation, une pièce de vingt centimes de cette époque aurait le pouvoir d'achat d'1,85 franc aujourd'hui.

### Depuis les années 1990
La pièce de monnaie suisse courante la plus souvent imitée est celle de cinq francs, suivie de celle de deux francs. Les pièces en or et aux millésimes rares sont également souvent copiées.
Une vague de fausses pièces de cinq francs assez bien imitées, aux millésimes 1991 et 1993, a obligé Swissmint à ne pas produire de monnaie courante de 5 francs pour ces années et à reprendre une frappe en relief de la tranche. Cela a provoqué la mise hors cours des pièces de cinq francs avec l'écriture sur la tranche en creux en 2004.

#### Fausse vague de fausse monnaie d’un franc
En 2009, il a été fréquemment rapporté que les pièces d'un franc du millésime de 2008 sonnaient faux, émettant un son plus aigu que les autres pièces (ressemblant à celui d'une pièce en argent). Des recherches ont conclu que le changement de son est dû au changement de la structure interne des pièces ; la production des pièces s'était apparemment faite  différemment à l'habitude. Les pièces d'un franc datant de 1995 sont également concernées.

## Pièces commémoratives

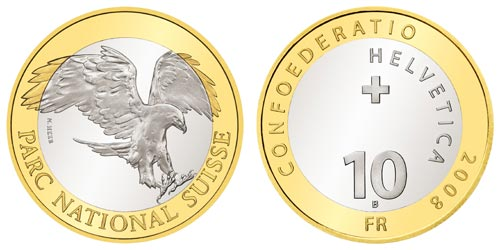
Pièce commémorative de 10 francs.

Depuis 1936, Swissmint émet des pièces de monnaie commémoratives, de valeurs faciales différentes, qui rappellent certains évènements historiques importants ou en l'honneur de personnalités marquantes. Ces pièces peuvent être utilisées pour les transactions commerciales, bien que cela soit exceptionnel. Elles sont plutôt destinées aux collectionneurs et aux numismates. Leur prix d'achat et leur valeur d'échange excèdent d'ailleurs souvent leur valeur faciale.
Les pièces commémoratives ont chacune des caractéristiques différentes, propres à chaque valeur faciale. Certaines pièces sont en métaux précieux (or et argent), et d'autres sont bimétalliques. Le bénéfice des ventes des pièces commémoratives permet à la Confédération de soutenir des projets culturels du pays.
La détermination de la quantité de frappe des pièces de monnaie de circulation est du ressort du département fédéral des finances, après consultation de la banque nationale suisse. Par contre, celle des pièces de collection est du seul ressort de Swissmint.

## Séries annuelles
Dès 1970, Swissmint produit chaque année un étui contenant un exemplaire de chaque pièce de l'année. Ces séries sont produites en qualité « fleur de coin » et « flan bruni ». La présentation a évolué avec le temps. Certaines pièces produites pour les séries annuelles ne se sont pas retrouvées en circulation, notamment les pièces de cinq francs de 1991 et 1993, ainsi que les pièces de un centime de 2006. Voici une liste des caractéristiques de la présentation selon les années :

### Séries en qualité «fleur de coin»
- 1970–1980 : support en carton dans un étui en plastique ouvert (possibilité de manipuler les pièces).
- 1979–1998 : boîte en plastique hermétique.
- 1999–2003 : boîte en plastique hermétique dans une housse en carton et accompagnées de la pièce commémorative de cinq francs du millésime.
- Depuis 2004 : boîte en plastique hermétique dans une housse en carton et accompagnées de la pièce commémorative de dix francs du millésime.

### Séries pour nouveau-nés «fleur de coin»
- Depuis 2002 : boîte en plastique hermétique dans une housse en carton avec une médaille sans valeur nominale.

Il n'existe pas de série pour nouveau-nés en flan bruni.

### Séries en qualité «flan bruni»
- 1974–1979 : étui ouvert dans une housse en carton (possibilité de manipuler les pièces).
- 1980–1998 : boîte en plastique hermétique dans une housse en carton.
- 1999–2003 : boîte en plastique hermétique dans une housse en carton et accompagnées de la pièce commémorative de cinq francs du millésime.
- Depuis 2004 : boîte en plastique dans une housse en carton et accompagnées de la pièce commémorative de dix francs du millésime.

Les coffrets en flan bruni sont produits en moins grand nombre et valent plus que les coffrets en fleur de coin.